# Felipe VI de España
Felipe VI de España (Madrid, 30 de enero de 1968) es el actual rey de España, desde su ascenso al trono el 19 de junio del 2014 tras la abdicación de su padre, Juan Carlos I, lo que le confiere, constitucionalmente, la jefatura del Estado, la capitanía general de los tres Ejércitos, ejerciendo así el mando supremo de las Fuerzas Armadas, el alto patronazgo de las Reales Academias y la máxima representación de España en las relaciones internacionales.
Nació en Madrid, durante la dictadura de Francisco Franco, siendo el tercer hijo y único varón del príncipe Juan Carlos de Borbón y la princesa Sofía de Grecia. Dos años después de la proclamación de su padre como rey, en 1977 se le concedió oficialmente el título de príncipe de Asturias, así como el resto de títulos que históricamente han pertenecido al heredero de la Corona, y fue formalmente proclamado como tal ante las Cortes en 1986, al cumplir la mayoría de edad. Tras su educación básica en Madrid y estudiar bachillerato en un internado en Canadá, se licenció en Derecho por la Universidad Autónoma de Madrid y obtuvo un máster en Relaciones Internacionales por la Universidad de Georgetown, en Washington D. C.
Para preparar su papel como futuro mando supremo de las Fuerzas Armadas, Felipe accedió a las Academias militares: primero a la del Ejército en 1985 y completó su formación militar durante los dos años siguientes en las de la Armada y el Ejército del Aire. Tras finalizar sus estudios civiles y militares, Felipe asumió sus funciones oficiales como príncipe heredero representando a su padre en diferentes actos sociales e institucionales, tales como la presidencia de fundaciones benéficas o la asistencia a tomas de posesión de líderes latinoamericanos. En uno de estos eventos con la prensa, Felipe conoció a la periodista Letizia Ortiz, con quien se casó en 2004 y con quien tiene dos hijas, la princesa Leonor, y la infanta Sofía.
Felipe ascendió al trono el 19 de junio de 2014, tras la abdicación de su padre, el rey Juan Carlos I. Su reinado ha estado marcado por la inestabilidad política que llevó a la disolución de las Cortes en 2016 (con el objetivo de llamar a nuevas elecciones), su fuerte condena del referéndum de independencia catalán, la pandemia de COVID-19 y su intento de conseguir mayor transparencia en la Casa Real.

## Primeros años

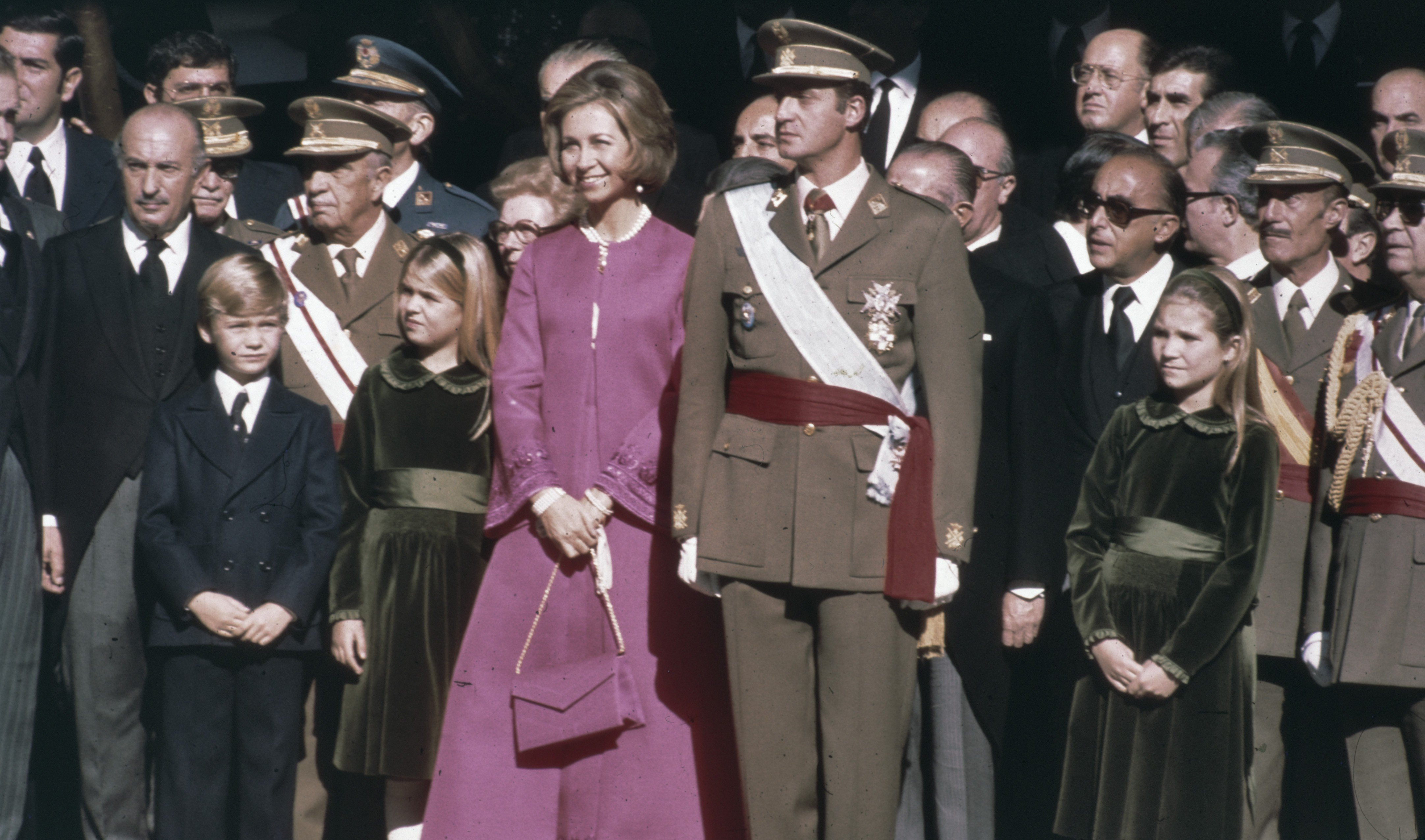
Felipe, como príncipe de Asturias, junto a su hermana la Infanta Cristina, sus padres los reyes, y su hermana la Infanta Elena, el día de la proclamación de su padre como rey con el nombre de Juan Carlos I.

Felipe nació a las 12:45 (CET) del martes 30 de enero de 1968 en la clínica de Nuestra Señora de Loreto, en Madrid. Era el primer hijo varón del entonces príncipe Juan Carlos y la princesa Sofía, que ya habían tenido dos hijas, Elena y Cristina.
Fue bautizado el 8 de febrero de 1968 en el palacio de la Zarzuela por monseñor Casimiro Morcillo, arzobispo de Madrid. Sus padrinos fueron el conde de Barcelona Juan de Borbón y la reina viuda de Alfonso XIII, Victoria Eugenia, que regresaba por primera vez a España desde su exilio el 14 de abril de 1931. Asistió también al bautizo el general Francisco Franco, en su papel de jefe del Estado, así como otras personalidades públicas.
Su nombre secular completo es Felipe Juan Pablo Alfonso de Todos los Santos de Borbón y Grecia. Felipe fue escogido en honor de su antepasado Felipe V, primer Borbón que reinó en España; Juan, por su abuelo paterno Juan de Borbón; Pablo, por su abuelo materno, el rey Pablo I de Grecia; Alfonso, por su bisabuelo Alfonso XIII, y de Todos los Santos como continuidad de la tradición borbónica.
Entre sus ancestros podemos encontrar distintas concurrencias de las casas reales de Europa, como son los reyes de España, reyes de Grecia, la monarquía británica y los emperadores de Alemania.
El 22 de enero de 1977, catorce meses después de que su padre accediera al trono tras la muerte de Franco, Felipe recibió los títulos de príncipe de Asturias, príncipe de Viana y príncipe de Gerona. Esta concesión tuvo lugar sin que el legítimo heredero al trono de España, Juan de Borbón, hubiera renunciado a sus derechos dinásticos, lo cual se produjo el 14 de mayo de 1977.Fue nombrado soldado honorario del Ejército de Tierra a la edad de nueve años, en el Regimiento de Infantería Inmemorial del Rey n.º 1. 

## Estudios y carrera militar
Cursó los estudios de Preescolar, Educación General Básica y Bachillerato Unificado Polivalente en el colegio Santa María de los Rosales de Madrid. Se trató en lo posible que fuera educado de la misma manera que el resto de sus compañeros, sin recibir un trato especial por razón de su cargo. En Madrid, recibió lecciones de inglés y francés.
El 5 de septiembre de 1984, se incorporó a Lakefield College School en Ontario (Canadá), para cursar sus estudios preuniversitarios, por los que obtendría mención especial. El 8 de junio de 1985, regresó a España.
Comenzó entonces su instrucción militar, que le llevó sucesivamente a la Academia General Militar de Zaragoza, la Escuela Naval Militar de Marín y la Academia General del Aire de San Javier. Hasta su proclamación como rey de España ostentaba los rangos de teniente coronel del Cuerpo General de las Armas del Ejército de Tierra de Infantería; capitán de fragata del Cuerpo General de la Armada; y teniente coronel del Cuerpo General del Ejército del Aire. A los 18 años de edad, en 1987, realizó su instrucción como guardiamarina en el buque escuela Juan Sebastián Elcano. Fruto de su formación, Felipe es piloto de helicópteros, certificado por las tres ramas militares, así como piloto de aviones de combate, como el Eurofighter Typhoon, y de otro tipo de aeronaves militares.
Tras finalizar el período de formación militar, inició el período de formación civil: obtuvo la licenciatura en Derecho en la Universidad Autónoma de Madrid en 1993 y culminó un máster (1993-1995) en Relaciones Internacionales en la Edmund Walsh School of Foreign Service de la Universidad de Georgetown, en Washington D. C.. Es el primer rey de España en la historia que posee estudios universitarios.
Al ser proclamado rey se convirtió en capitán general de las Fuerzas Armadas Españolas (Ejército de Tierra, Armada y Ejército del Aire).
Habla con fluidez cuatro lenguas: español, inglés, francés y catalán. Una de las características físicas distinguibles del monarca es su elevada estatura (1,97 m), su padre, el rey Juan Carlos, mide 1,87 m.

## Matrimonio y descendencia

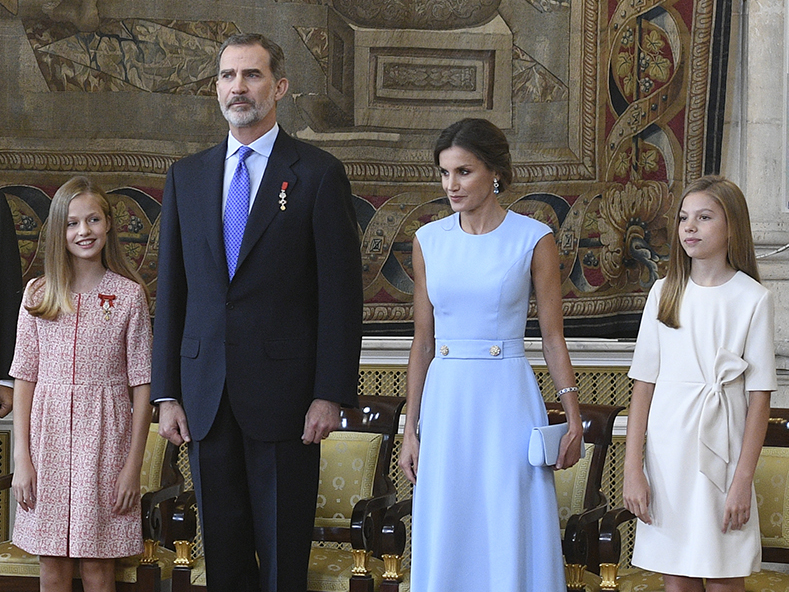
La familia real española en 2019.

Los años de soltería de Felipe fueron fuente de interés para la prensa española durante varios años. Su nombre se relacionó con el de varias mujeres, pero sólo con dos parejas notables: la noble española Isabel Sartorius, entre 1989 y 1991, hija del marqués de Mariño, mal vista por la Casa Real debido a la adicción a la cocaína de su madre,y la modelo noruega Eva Sannum, que modelaba ropa interior.
Aunque hubo algunos rumores de compromiso en las semanas anteriores, el 31 de octubre de 2003, un programa de televisión llamado Con T de Tarde anunció inesperadamente que el Príncipe de Asturias estaba saliendo con Letizia Ortiz Rocasolano, una periodista de televisión que había estado casada anteriormente. Un día después, el 1 de noviembre de 2003, anunció su compromiso matrimonial con la periodista asturiana. La boda se celebró el 22 de mayo de 2004 en la catedral de la Almudena de Madrid. Al enlace asistieron jefes de Estado de diversas partes del mundo, así como personajes públicos de España y el extranjero; entre los asistentes se encontraban los reyes de Noruega, Suecia y Dinamarca; el príncipe Carlos de Gales, la reina Noor de Jordania, la princesa Carolina de Mónaco, el cantante de ópera Plácido Domingo, el astronauta Pedro Duque, el expresidente de Sudáfrica Nelson Mandela y el premio Nobel de literatura Mario Vargas Llosa.
La luna de miel oficial discurrió entre diversas localidades españolas como Cuenca, Albarracín, Zaragoza, Olite y San Sebastián. Los recién casados se alojaron en hoteles modestos y se dejaron ver comiendo platos típicos.  
Una vez finalizada la luna de miel oficial, los recién casados emprendieron un largo periplo que se prolongó desde mayo a agosto. Esta vez, ni la Casa Real informó ni ningún medio de comunicación español se hizo eco del viaje. Sin embargo, dieciséis años después, el 20 de junio de 2020, el diario británico The Telegraph desveló todos los detalles. El viaje se había iniciado en Jordania, continuó por las islas Fiyi y siguió por Camboya, Samoa, Estados Unidos y México. La pareja se alojaba en hoteles de gran lujo, como Le Royal de Nom Pen o el Sheraton de Denarau, o en complejos turísticos ubicados en islas privadas, en los que se registraban con el nombre ficticio de Mr. y Mrs. Smith. Según James Badcock, corresponsal en España del rotativo londinense, la factura total ascendió a 467 000 dólares; de ellos, 269 000 fueron abonados por una empresa de Josep Cusí, amigo de Juan Carlos I, y el resto, por el propio monarca.
A la luz de estas informaciones, el diario digital español Público, siguiendo el cauce establecido por la Ley de Transparencia de 2013, registró al día siguiente de la noticia una solicitud oficial de información ante la Secretaría General de la Presidencia del Gobierno. El 20 de julio, esta instancia resolvió «inadmitir a trámite» la solicitud con el argumento de que no cabía considerarla «dentro del ámbito subjetivo ni objetivo de aplicación.
Felipe y Letizia tienen dos hijas: Leonor de Todos los Santos (n. 31 de octubre de 2005), princesa de Asturias; y Sofía de Todos los Santos (n. 29 de abril de 2007), infanta de España. Felipe es, además, padrino de bautizo del príncipe Constantine Alexios de Grecia y Dinamarca; del príncipe Ernesto Augusto de Hannover; de Felipe Gómez-Acebo y Ponte, hijo de su primo Beltrán (a su vez hijo de la infanta Pilar); de Miguel Urdangarin y Borbón, hijo de su hermana la infanta Cristina; de la princesa Ingrid Alexandra de Noruega; del príncipe Vicente de Dinamarca; de Isabel de Orleans, hija del príncipe Carlos Felipe de Orleans; y de la princesa Sofía de Bulgaria, hija del príncipe Konstantin-Assen de Bulgaria.

## Príncipe de Asturias

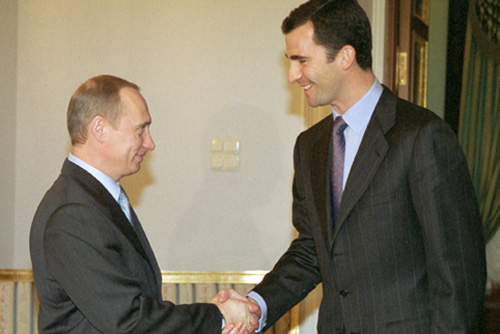
Encuentro del príncipe Felipe con el presidente ruso Vladímir Putin el 7 de febrero de 2002.

El 30 de enero de 1986, a los dieciocho años, juró lealtad a la Constitución y al rey en el Congreso de los Diputados, aceptando su papel como sucesor al trono. Siendo príncipe, en el acto de nombramiento vestía un traje de civil y no su uniforme de cadete de la Academia Militar, a diferencia de su padre, que el 22 de noviembre de 1975 juró el cargo de monarca ante las Cortes franquistas con su uniforme de capitán general de las Fuerzas Armadas.
A partir de octubre de 1995, realizó una gira por las diferentes comunidades autónomas de España para conocerlas a fondo. Desde enero de 1996 representó a España en las tomas de posesión de los presidentes de Iberoamérica. Felipe de Borbón realiza además multitud de viajes internacionales y participa en exposiciones realizadas por España en el extranjero, como Expohábitat, Expotecnia y Expoconsumo.

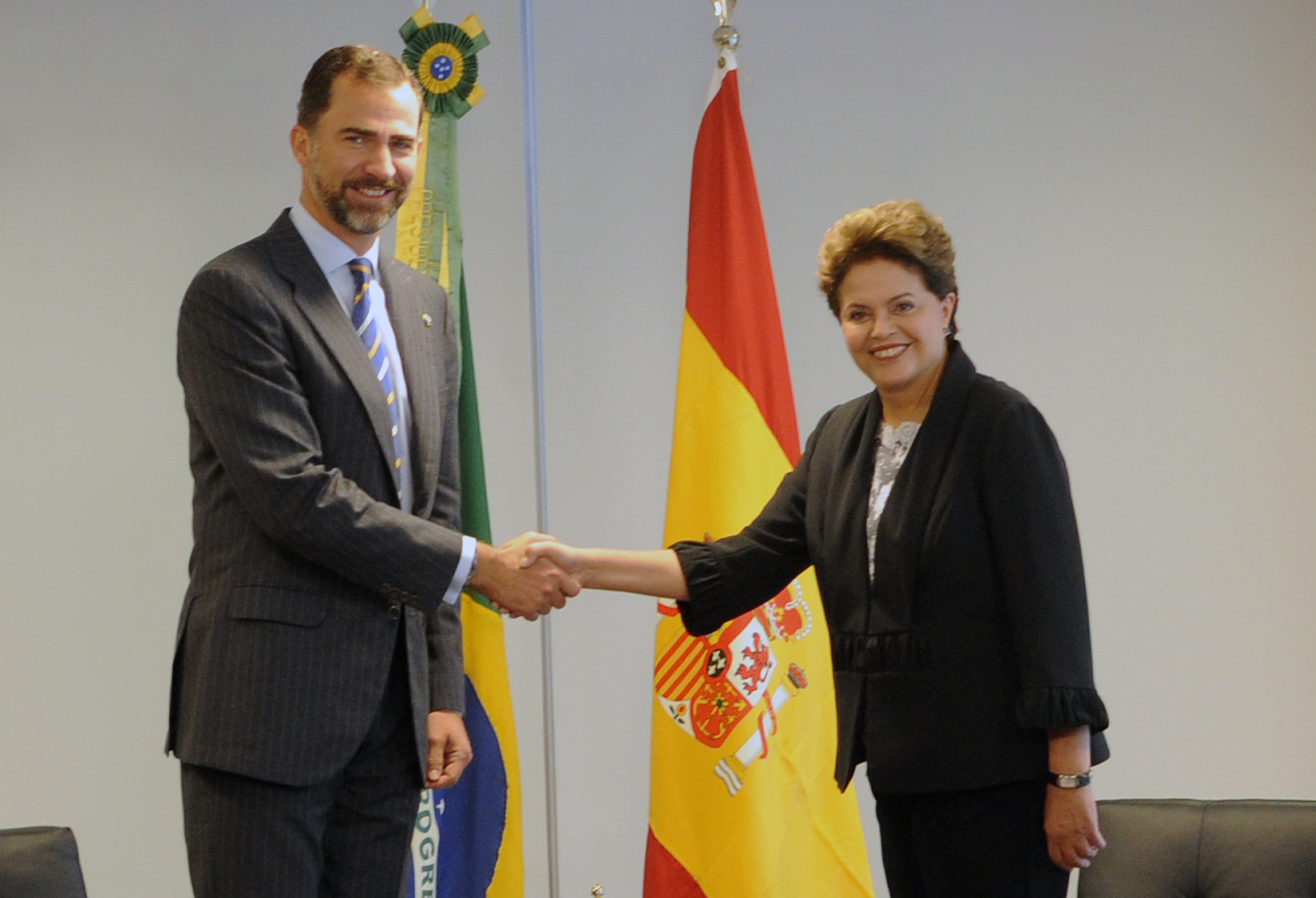
Felipe y la presidenta de Brasil, Dilma Rousseff, en 2011.

En 1996, participó en la realización de la serie de documentales de naturaleza La España salvaje.
Con ocasión de la declaración por las Naciones Unidas de 2001 como Año Internacional de los Voluntarios, la Secretaría General de las Naciones Unidas nombró a Felipe persona eminente por contribuir a enaltecer la importancia del trabajo de los voluntarios.
Tras los atentados del 11 de marzo de 2004 en Madrid, el príncipe de Asturias, junto con sus hermanas, las infantas Elena y Cristina, se convirtieron en los primeros miembros de la familia real española en participar en una manifestación.
Además de sus compromisos de Estado, el príncipe de Asturias desempeñaba también la presidencia de numerosas organizaciones de carácter benéfico, destacando las de las fundaciones que llevan el nombre de dos de sus títulos: Fundación Príncipe de Asturias y Fundación Príncipe de Girona.
Felipe además entrega los Premios Príncipe de Asturias, que se conceden anualmente a ocho categorías relacionadas con el progreso humano en diversos ámbitos en una ceremonia solemne en Oviedo, la capital del Principado del que fue titular honorífico.

## Rey de España

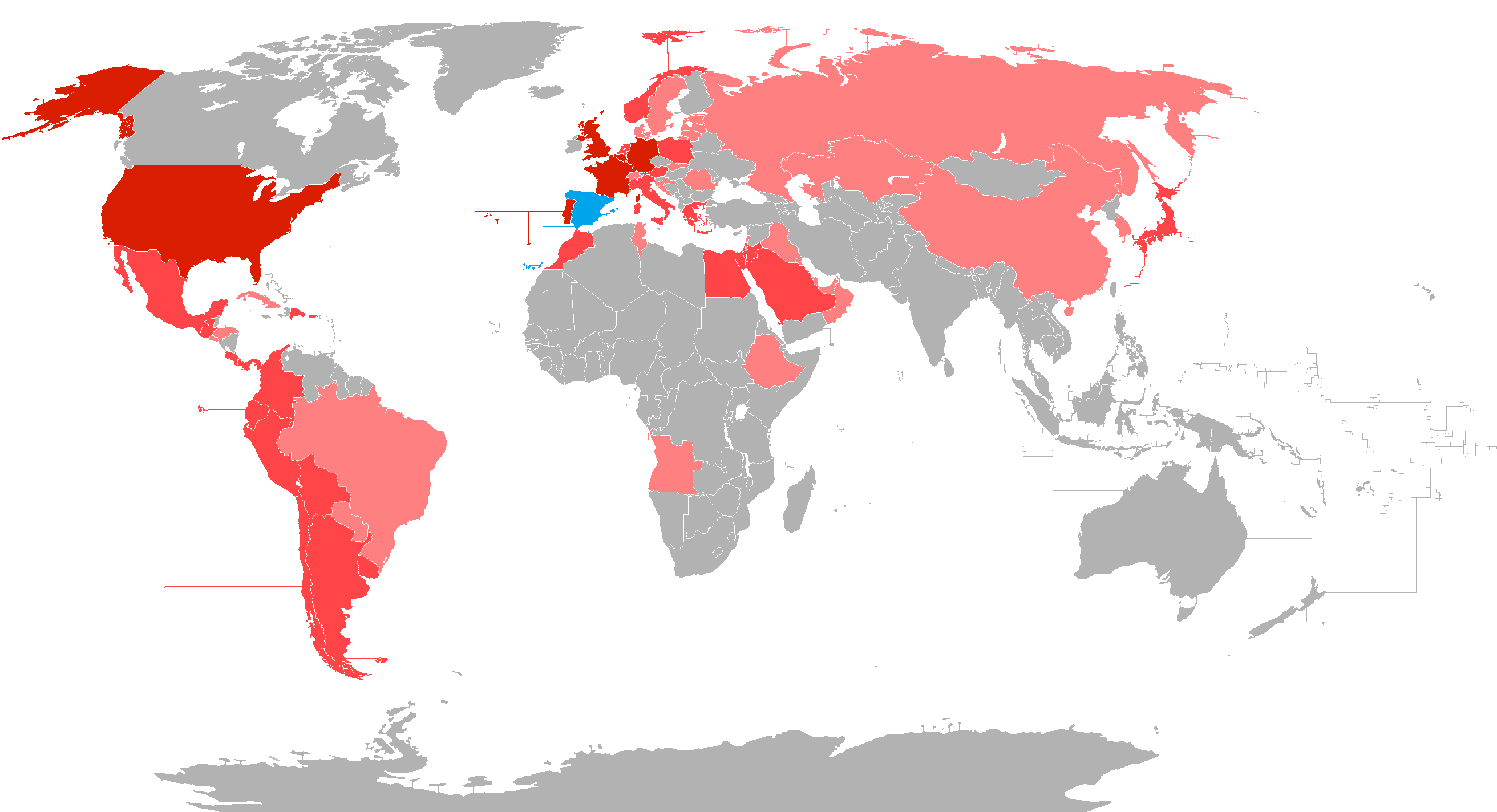
Visitas oficiales durante su reinado.

### Proclamación
La abdicación de Juan Carlos I se hizo pública el lunes 2 de junio de 2014. Concluido el reinado de su padre, Juan Carlos I, Felipe fue proclamado rey el 19 de junio de 2014. El rey de España es una figura representativa. Fue proclamado ante las Cortes Generales en el Palacio de las Cortes, en sesión conjunta y extraordinaria del Congreso de los Diputados y el Senado; en su discurso anunció «una monarquía renovada para un tiempo nuevo», en un mundo cambiante y una sociedad en plena transformación.
Una vez proclamado rey, Leonor heredó el título de princesa de Asturias y el 31 de octubre de 2023, al alcanzar la mayoría de edad, prestó juramento a la Constitución ante las Cortes, tal y como hizo Felipe VI en 1986. Juan Carlos I ostenta el título de rey y la dignidad de majestad de manera vitalicia, aunque solo desempeñó funciones protocolarias. Felipe, además de rey de España, es el heredero histórico de numerosos títulos —la mayoría de ellos solo con carácter honorífico—.

### Primeros actos institucionales

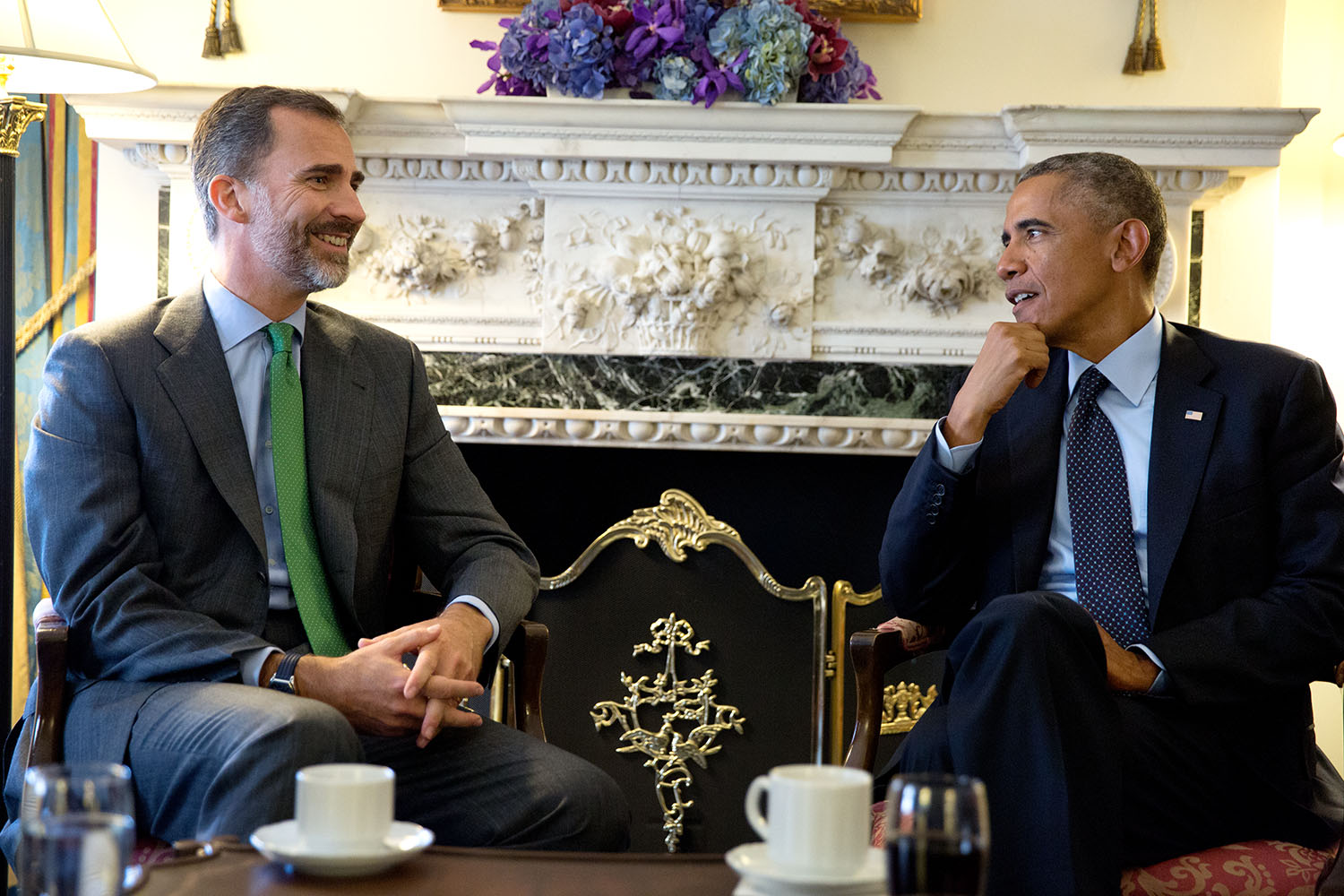
Felipe VI con el presidente de los Estados Unidos, Barack Obama en Nueva York. 23 de septiembre de 2014.

En sus primeros actos como Rey, mostró, junto a la reina Letizia, su apoyo a las víctimas del terrorismo, se reunió con los representantes de oenegés —la primera recepción de los reyes fue con asociaciones del colectivo de lesbianas, gais, bisexuales y transexuales (LGBT)— y con respecto a la etapa anterior, en determinados actos oficiales permitió la ausencia de símbolos católicos "con el fin de cumplir con la aconfesionalidad del Estado según la Constitución".
También acudió a la Ciudad del Vaticano para reunirse con el papa Francisco, y viajó a Portugal, Marruecos y Francia, además de haber sido invitado por los reyes de los belgas en la conmemoración del centenario de la Primera Guerra Mundial en Lieja, el 4 de agosto de 2014. El 24 de septiembre del mismo año, viajó a Nueva York para asistir a la Cumbre sobre el Clima 2014 y a la apertura del debate general del lxix período de sesiones de la Asamblea General de la Organización de las Naciones Unidas. Entre septiembre y diciembre, realizó cinco viajes oficiales más, en concreto a los Países Bajos, Luxemburgo, Bélgica, Italia y Alemania. También asistió, en diciembre de 2014, a la xxiv Cumbre Iberoamericana de Jefes de Estado y de Gobierno, celebrada en la ciudad mexicana de Veracruz.

#### Auditoría externa, código ético y bajada de sueldo
En julio de 2014, el rey Felipe adoptó distintas medidas, entre las que destacó el encargo de una auditoría externa de sus cuentas realizada por la Intervención General del Estado, convirtiéndose el de 2015 en el primer ejercicio auditado de los presupuestos de un rey de España. El portavoz de la Casa del Rey destacó que la ley de transparencia que entró en vigor en enero de 2015 no exige la auditoría externa y que la medida obedece exclusivamente a la voluntad del monarca.
Asimismo, Felipe prohibió a los miembros de su familia trabajar para empresas, tener negocios en el sector privado o dedicarse a cualquier otro empleo que no sea el de representación institucional. También encargó un código de conducta para el personal de La Zarzuela, acorde a la nueva ley de transparencia y pidió un acuerdo entre la Corona y la Abogacía General del Estado para disponer de un asesoramiento jurídico permanente «que asegure que toda su actividad [la del Rey] se ajusta a la ley».
En febrero de 2015, Felipe VI decidió rebajar su sueldo en un 20 %, pasando a cobrar 234 204 €, 58 548 € menos de lo que percibía su padre Juan Carlos I como jefe de Estado. Según declaró la propia Casa del Rey, para tomar esta decisión Felipe consultó las cantidades que perciben los representantes de las altas instituciones españolas y las de otros jefes de Estado europeos.
El 12 de junio, el rey retiró el título de duquesa de Palma de Mallorca a su hermana, la infanta Cristina, que le había concedido el rey Juan Carlos con motivo de su boda con Iñaki Urdangarín, debido al caso Nóos.

### Agenda oficial en 2015-2017

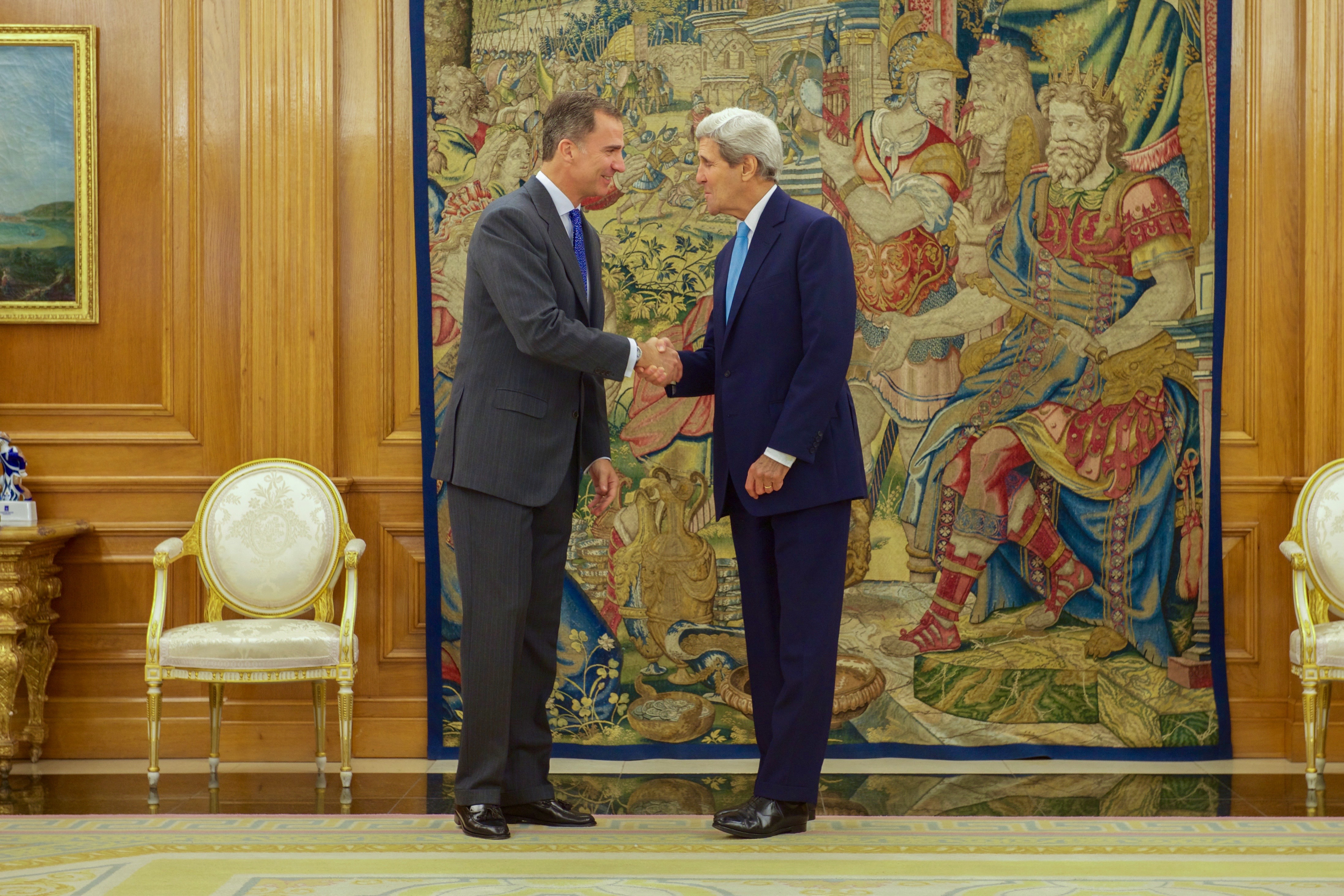
Felipe VI con el secretario de Estado estadounidense, John Kerry en el Palacio de la Zarzuela en Madrid. 19 de octubre de 2015.

El 6 de enero de 2015, los reyes acudieron al Palacio Real para presidir por primera vez la Pascua Militar. El 27 de enero Felipe VI presidió, en el Palacio del Senado, el acto con motivo del Día Oficial de la Memoria del Holocausto y la Prevención de los Crímenes contra la Humanidad. Del 1 al 3 de marzo, Felipe VI y Letizia recibieron, en visita de Estado, al presidente y la primera dama de Colombia. El 11 de mayo, Felipe VI mantuvo un encuentro en el Palacio Real con el presidente de Italia, Sergio Mattarella. Del 7 al 8 de julio, los reyes recibieron al presidente y la primera dama de Perú, en visita de Estado. Felipe VI y Letizia, junto a los reyes Juan Carlos I y Sofía, acudieron el 8 de octubre en el Monasterio de El Escorial a la misa córpore insepulto por el infante Carlos de Borbón-Dos Sicilias y a su funeral, celebrado también en el monasterio, el 12 de noviembre. Los días 19 y 20 del mismo mes, Felipe y Letizia recibieron a los reyes Abdalá y Rania de Jordania con motivo del viaje de trabajo del monarca hachemita a España. El 3 de diciembre, el rey visitó la nueva sede de la Cancillería de las Órdenes de San Fernando y San Hermenegildo, situada en el “Complejo Princesa” del Ministerio de Defensa. Se decidió que el mensaje de Navidad del rey se grabara en el salón del trono del Palacio Real de Madrid y no en el Palacio de la Zarzuela, como se venía haciendo. Sin embargo al año siguiente, se decidió volver al escenario habitual.
En ese mismo año, la agenda exterior llevó a Felipe VI a Riad para presentar las condolencias por el fallecimiento del rey de Arabia Saudí, el 24 de enero; Addis Abeba para participar en la Cumbre de la Unión Africana, el 30 de enero; Bruselas, para visitar el Parlamento Europeo, el Consejo Europeo y la Comisión Europea; Francia, del 24 al 26 de marzo y del 2 al 4 de junio; Copenhague con motivo del 75 cumpleaños de la reina Margarita II de Dinamarca, el 15 de abril; Aquisgrán para asistir a la entrega a Martin Schulz del Premio Internacional Carlomagno, los días 13 y 14 de mayo; México, el 29 de junio y 1 de julio; los Estados Unidos, en septiembre, asistiendo también en Nueva York a la Cumbre de Naciones Unidas para la adopción de la Agenda Post-2015; y Berlín para presidir junto al presidente Joachim Gauck la VIII Reunión del Foro Hispano-Alemán, el 18 de noviembre.
En 2016, la agenda oficial de Felipe VI estuvo marcada por la situación política en España. Por primera vez en la historia de la democracia moderna en España, el día 3 de mayo de 2016, se activó lo dispuesto en el artículo 99.5 de la Constitución española de 1978 y Felipe VI tuvo que firmar la disolución de las Cortes Generales y la convocatoria de elecciones tras no obtener ningún candidato la confianza del Congreso para ser investido presidente del Gobierno transcurridos dos meses. Tras las elecciones generales de 2016, el 19 de julio de 2016 se constituyeron las dos Cámaras y se inauguró la XII legislatura de España. En la sesión constitutiva en el Congreso salió elegida presidenta del Congreso de los Diputados la diputada Ana Pastor. El rey mantuvo rondas de contactos en el Palacio de la Zarzuela con los representantes designados por los grupos políticos con representación parlamentaria, entre ellos, Mariano Rajoy (Partido Popular), Pedro Sánchez (Partido Socialista), Albert Rivera (Ciudadanos) o Pablo Iglesias (Podemos). El 25 de octubre Ana Pastor acudió a la audiencia con el rey para recibir la propuesta de Mariano Rajoy como candidato a la Presidencia del Gobierno. El 31 de octubre, Mariano Rajoy juró su cargo como presidente del gobierno ante el rey Felipe VI y el 4 de noviembre juraron su cargo los ministros.

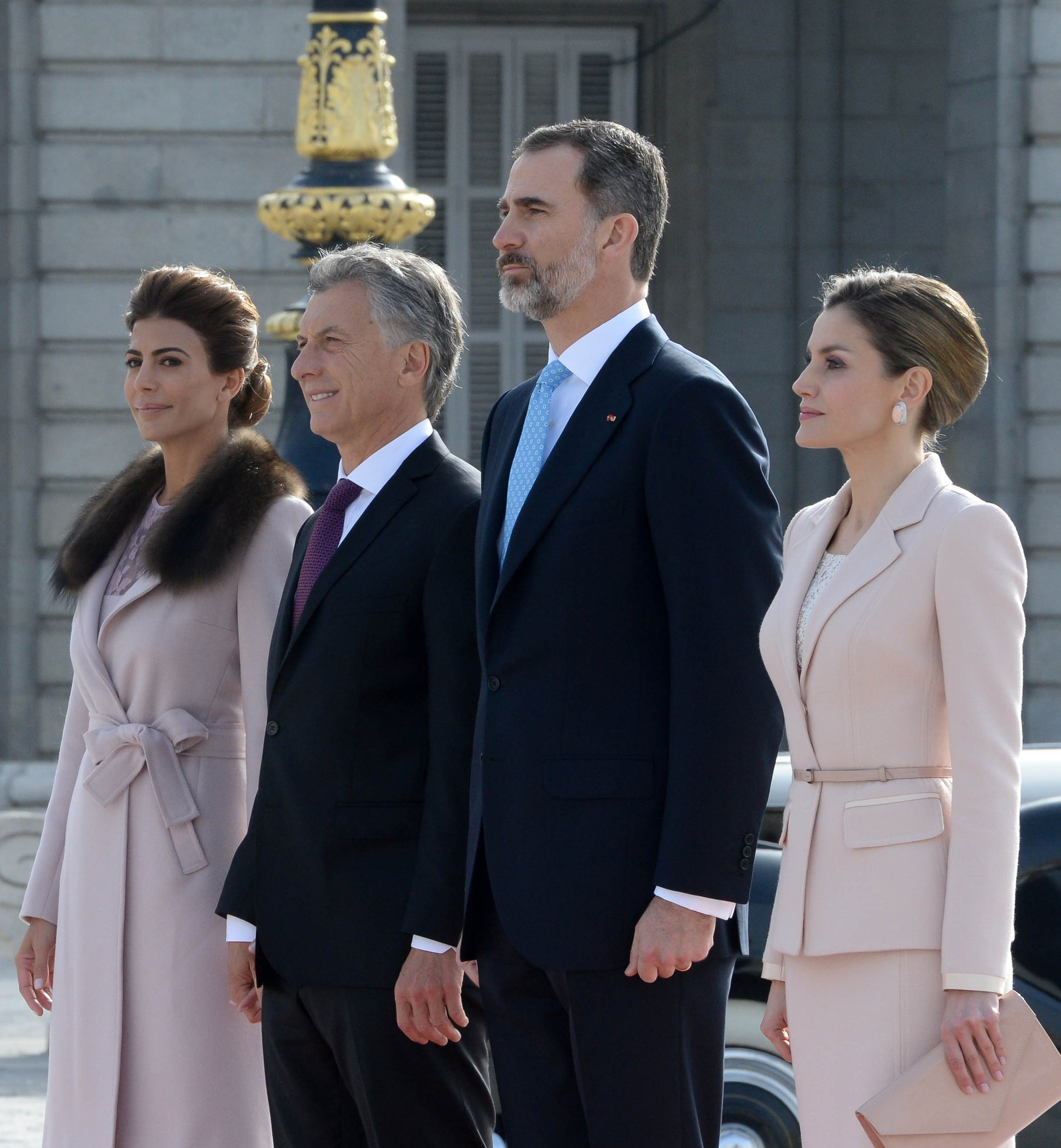
Visita de Estado del presidente de Argentina, Mauricio Macri. En la imagen, Macri junto a su esposa, Juliana Awada y los reyes Felipe y Letizia.

Como es tradicional, el primer acto oficial de 2017 fue la Pascua Militar en el Palacio Real de Madrid celebrada en la mañana del día 6 de enero. A ella asistieron los reyes, que presidieron el acto, los cuales estuvieron acompañados por el presidente del Gobierno, los ministros de Defensa e Interior y el jefe de Estado Mayor de la Defensa. Tras el acto castrense en el Patio de Armas del Palacio Real, en el interior, el rey condecoró a numerosos militares por su labor durante el año 2016. Aquí, tanto Felipe VI como María Dolores de Cospedal, ministra de Defensa, pronunciaron sendos discursos con un marcado rechazo hacia el terrorismo. Felipe VI reanudó su agenda exterior con el viaje a Riad (Arabia Saudí), a invitación del rey Salmán bin Abdulaziz, que duró desde el 14 al 17 de enero. En la visita oficial, el rey estuvo acompañado por los ministros de Fomento, Íñigo de la Serna y de Asuntos Exteriores y Cooperación, Alfonso Dastis así como por los secretarios de Estado de Defensa, Agustín Conde; de Infraestructuras, Transporte y Vivienda, Julio Gómez Pomar y de Comercio, María Luisa Poncela. Fue un viaje con un marcado carácter político y económico.
Después de Arabia Saudí se retomaron algunas visitas de Estado, que habían quedado pendientes a causa de la inestabilidad política, como la que realizaron los Reyes a Japón entre el 3 y el 7 de abril, donde fueron recibidos por el emperador Akihito y su esposa, la emperatriz Michiko. Destacó la visita de Estado que el presidente de Argentina, Mauricio Macri y su esposa Juliana realizaron a España a finales del mes de febrero. Aprovechando los estrechos vínculos entre los dos países, se decidió modificar el protocolo de este tipo de visitas trasladando el recibimiento de los jefes de Estado extranjeros del Palacio del Pardo a la plaza de la Armería del Palacio Real de Madrid para dotarlas de mayor solemnidad. Sin embargo se tuvo la imprevisión situar en la misma plaza los cañones que disparaban las salvas de ordenanza, dando lugar a que se llenara de humo cuando se estaban interpretando los himnos nacionales y al comienzo de la revista.
El día 18 de agosto, Felipe VI, junto al presidente del Gobierno, Mariano Rajoy, el presidente de la Generalidad de Cataluña, Carles Puigdemont y la alcaldesa de Barcelona, Ada Colau acompañados por más de cien mil personas guardaron un minuto de silencio en plaza de Cataluña de la Ciudad Condal a las 12 de la mañana en señal de condena al atentado y en memoria a las víctimas mortales de los atentados de Barcelona y Cambrils.

#### Amistad polémica
En 2014, el empresario Javier López Madrid y la reina Letizia eran compañeros de clases de yoga. Con Felipe VI, la amistad del alto directivo —casado con la hija menor de Juan Miguel Villar Mir, Silvia Villar de Fuentes— se remontaba a los años noventa tras coincidir ambos, siendo aún Felipe príncipe de Asturias, en un safari en Kenia. En 2016 estalló el escándalo de las tarjetas opacas, en el que estaba implicado entre otros López Madrid. Al levantase el secreto de sumario que pesaba sobre la causa, trascendió a la opinión pública que la pareja real había enviado mensajes de expreso «cariño y apoyo» al encausado el 15 de octubre de 2014, cinco días después de conocerse sus conductas ilícitas. El primero de ellos, registrado a las 17:08, correspondía a Letizia:

te escribí cuando salió el artículo de lo de las tarjetas en la mierda de LOC y ya sabes lo que pienso Javier. Sabemos quién eres, sabes quiénes somos. Nos conocemos, nos queremos, nos respetamos. Lo demás, merde. Un beso compi yogui (miss you!!!)
Ltzia

En su respuesta, López Madrid, tras mostrar su agradecimiento por el apoyo, se lamentaba de vivir en un país «muy difícil»; entonces, Felipe (PF PT [«Príncipe Felipe, Particular»]) se unió al chat —establecido a través del servicio de mensajería instantánea de Apple iMessage— para compartir la percepción negativa de su amigo y emplazarle a un encuentro personal «sin intermediación electrónica ni telefónica». La cita se concretaría una semana después, en un almuerzo celebrado el 21 de octubre.
El medio que publicó la primicia, elDiario.es, especulaba que, con la expresión «la mierda de LOC» de su comentario inicial, Letizia estaría aludiendo a un artículo que había aparecido tres días antes en La Otra Crónica, el suplemento de prensa del corazón del diario El Mundo.
La resonancia mediática fue tal que, durante los días siguientes, la etiqueta «compiyogui» se mantuvo en los puestos más altos de tendencia en redes. Para no agravar su situación procesal por otras causas pendientes, López Madrid devolvió los 34 807 euros gastados indebidamente con la visa opaca, y desde entonces no hay constancia pública de relación personal alguna entre la pareja real y el yerno de Villar Mir.

#### Viaje de Estado al Reino Unido
Del 12 al 14 de julio de 2017, los reyes de España realizaron una visita de Estado al Reino Unido, que había sido pospuesta dos veces: la primera en marzo de 2016, debido a la crisis de política en España, y la segunda en mayo de 2017, debido al adelanto de las elecciones británicas.
El miércoles 12 por la mañana, el príncipe Carlos de Gales y su esposa, la duquesa de Cornualles, acudieron a darles la bienvenida. Desde allí, se desplazaron hasta el Horse Guards Parade, donde fueron recibidos oficialmente por la reina Isabel II y su marido, el duque de Edimburgo, con honor militares y con salvas de ordenanza. Sonaron los himnos de los dos países y el rey pasó revista a la Guardia Inglesa formada allí. Seguidamente, se trasladaron al palacio de Buckingham, donde visitaron la Picture Gallery. Por la tarde, los reyes acudieron al Parlamento del Reino Unido, en donde Felipe VI dirigió unas palabras en la sesión conjunta y mantuvo un encuentro informal con el líder de la oposición laborista, Jeremy Corbyn. Por la noche se celebró la cena de Estado, ofrecida por la reina Isabel II y el duque de Edimburgo en honor a los reyes de España, en el Salón de Gala del Palacio de Buckingham. 
El jueves 13 hubo un encuentro empresarial hispano-británico (UK-SPAIN Business Forum) en Mansion House, con la presencia del alcalde de la City de Londres, Andrew Parmley, y una delegación empresarial de ambos países. Posteriormente, los reyes se desplazaron a la abadía de Westminster acompañados por el príncipe Enrique de Gales. Allí, el rey realizó una ofrenda ante la tumba del soldado desconocido. A media mañana, se dirigieron a la Embajada de España en Londres, en la que recibieron a representantes de la colectividad española residente en la capital inglesa y donde, previamente, habían mantenido un breve encuentro con las familias de Ignacio Echeverría y Aysha Frade, asesinados en el atentado de junio. Posteriormente, el rey se trasladó al número 10 de Downing Street, donde mantuvo un almuerzo de trabajo con la primera ministra del Reino Unido, Theresa May, en el que trataron asuntos de interés bilateral. La jornada del jueves se completó con una cena de gala, ofrecida por el alcalde de Londres en honor de los Reyes, en Guildhall.
El viernes 14, los reyes fueron despedidos oficialmente por la reina Isabel II y el duque de Edimburgo a las puertas del palacio de Buckingham. Posteriormente, Felipe VI y Letizia se trasladaron al Instituto Francis Crick, centro de investigación biomédica que alberga el mayor laboratorio individual de Europa en la especialidad. Más tarde se desplazaron a Oxford para recorrer la Weston Library, donde pudieron admirar un manuscrito del Códice Mendoza, un ejemplar de un ptolomeo, con el escudo de armas de los Reyes Católicos, y un volumen original de una primera edición del Quijote. Al mediodía, la Universidad de Oxford ofreció un almuerzo en su honor. Para finalizar, mantuvieron un encuentro en el Exeter College con una representación de la comunidad académica de la Universidad, entre los que se encontraban profesores, estudiantes de posgrado y doctorandos vinculados a España.

#### Visita del presidente del Estado de Israel
Durante los días 6 y 7 de noviembre, Reuven Rivlin, presidente de Israel y su esposa Nechama realizaron una visita de Estado a España. Fueron recibidos por los Reyes en la plaza de la Armería del Palacio Real, después de mantener un encuentro privado y almuerzo en el Palacio de la Zarzuela, se trasladaron al Palacio Real donde tuvo lugar una cena de gala precedido del tradicional besamanos. En su discurso, refiriéndose al conflicto en Cataluña, el presidente Rivlin manifestó que España "es un solo país para nosotros" y el rey "símbolo de la unidad". Por su parte Felipe VI reiteró la apuesta de la diplomacia española por la solución de los dos Estados, el israelí y palestino.
Al día siguiente, el presidente de Israel visitó el Ayuntamiento de Madrid, para recibir la Llave de Oro de la Villa de manos de Manuela Carmena. La pareja presidencial acudió al Senado y el Congreso de los Diputados, donde el jefe de Estado hebreo recibió las medallas de ambas cámaras, pronunciando dos discursos. También conoció el Museo del Real Madrid, situado en el Estadio Santiago Bernabéu e inauguró el Encuentro Empresarial Hispano-Israelí, celebrado en la sede de la CEOE. 
El presidente Rivlin mantuvo un encuentro privado con representantes de comunidades judías en España y quiso visitar Toledo. La visita concluyó con una recepción y cena posterior, que ofrecieron a los Reyes el presidente Rivlin y su esposa en el Palacio del Pardo.

### Discurso del 3 de octubre de 2017

#### Antecedentes
El 6 de septiembre de 2017, el Parlamento de Cataluña aprobó la convocatoria de un referéndum vinculante sobre la independencia de Cataluña, con los votos a favor de los parlamentarios de Junts pel Sí y la CUP. Los partidos de la oposición se negaron a votar la ley de convocatoria, excepto Catalunya Sí que es Pot, que se abstuvo. Según el texto, se proclamaría la independencia dos días después de la publicación de los resultados oficiales si el «Sí» obtenía más votos que el «No», sin requerirse un porcentaje mínimo de participación en las votaciones.
A pesar de encontrarse suspendido por el Tribunal Constitucional, el día 1 de octubre de 2017, sin garantía legal alguna, se celebró el referéndum. La Generalidad de Cataluña estableció en un 90 % el porcentaje de votos favorables a la independencia y en un 43 % el de participación. Dichos resultados fueron ampliamente cuestionados tanto por las irregularidades detectadas durante el proceso como por la falta de ratificación por un órgano independiente.
En los días siguientes, el rey celebró reuniones con el presidente del Gobierno y distintos líderes de otros partidos, además de cancelar los actos públicos y audiencias que tenía programados entre los días 2 y 8 de octubre. Se acordó con el Gobierno, que no había realizado ninguna declaración pública, que Felipe VI dirigiría un discurso a los españoles a las 21.00 horas del martes 3 de octubre, decisión que se hizo pública a las 18.25 del mismo día.

#### Mensaje
En su mensaje institucional, el rey, que por primera vez se dirigía a los españoles fuera del período navideño, comenzó indicando que «determinadas autoridades de Cataluña, de una manera reiterada, consciente y deliberada», habían venido incumpliendo la Constitución y su Estatuto de Autonomía. Destacó la «deslealtad inadmisible» de estas autoridades, al quebrantar los principios democráticos del Estado de Derecho, socavar la armonía y la convivencia en la sociedad catalana, y provocar así su división. Denunció el «inaceptable intento de apropiación de las instituciones históricas de Cataluña» por parte de esos cargos públicos y su pretensión de quebrar la unidad de España y la soberanía nacional, que es el «derecho de todos los españoles a decidir democráticamente su vida en común». 
Dirigiéndose después expresamente a los ciudadanos catalanes, el rey les reiteró que el Estado democrático en que se inscribe España «ofrece las vías constitucionales para que cualquier persona pueda defender sus ideas dentro del respeto a la ley», recordándoles que sin respeto no hay convivencia democrática posible en paz y libertad. Expresó también que en España los principios democráticos son fuertes «porque están basados en el deseo de millones y millones de españoles de convivir en paz y en libertad». 
Por último, subrayó el compromiso de la Corona con la Constitución y la democracia, el suyo personal con la unidad y la permanencia de España, y su entrega al entendimiento y la concordia entre españoles.

#### Reacciones
El discurso recibió el apoyo partidos constitucionalistas y fue muy criticado por los partidos independentistas. El 27 de octubre, el Parlamento de Cataluña aprobó una declaración unilateral de independencia frente a España, que sería suspendida por el Tribunal Constitucional el 31 de octubre y anulada el siguiente 8 de noviembre.
Paralelamente, Mariano Rajoy estudió con su Gobierno las medidas que serían aplicables para «devolver a la autonomía de Cataluña a vías de la legalidad», y el día 27 de octubre, tras un proceso necesario de varios días, obtuvo el respaldo del Senado a la invocación del artículo 155. Una vez aprobado, el presidente procedió a disolver formalmente el Parlamento de Cataluña, desestimó el Consejo Ejecutivo de Cataluña y convocó elecciones autonómicas a celebrarse dos meses después, el 21 de diciembre.

### Agenda oficial en 2018-2020

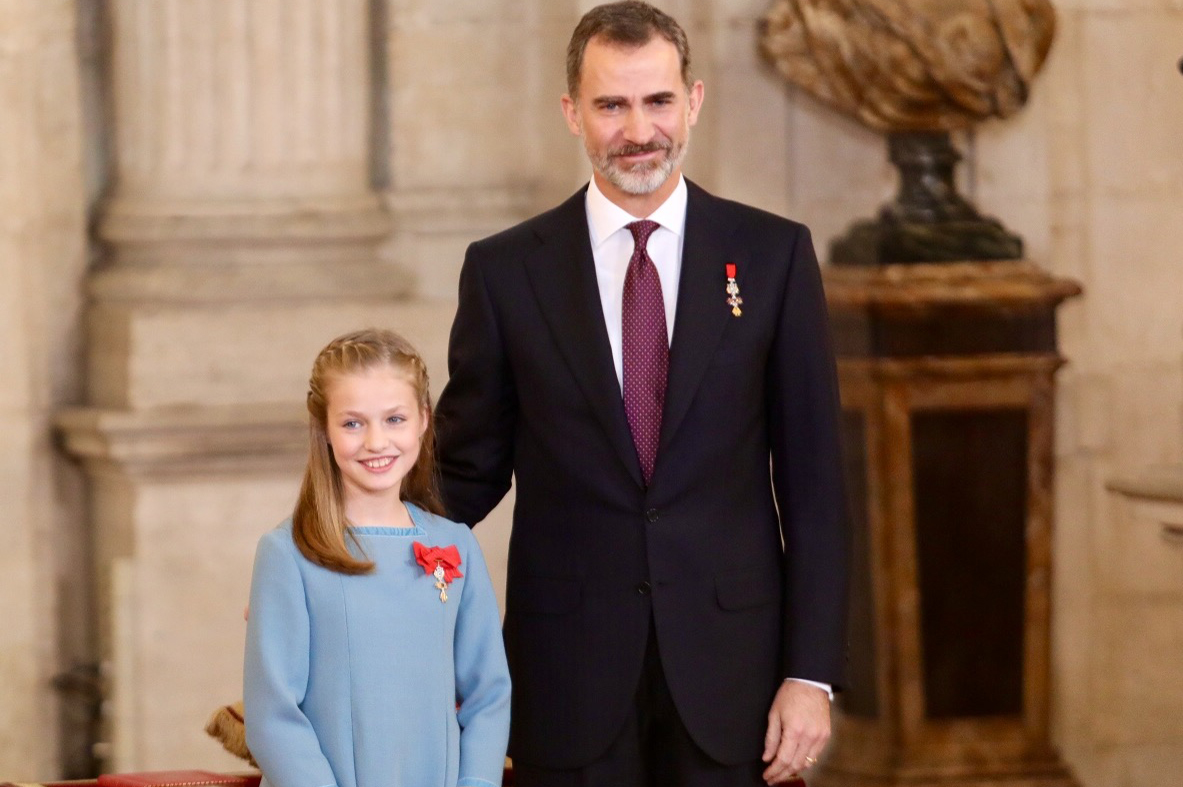
Imposición del Toisón de Oro a la princesa de Asturias.

El 30 de enero de 2018, el rey Felipe VI, impuso a la princesa de Asturias el collar de la Orden del Toisón de Oro que le había concedido el 30 de octubre de 2015, víspera del décimo cumpleaños de su heredera.
En el mes de abril, del 16 al 18, los reyes de España recibieron a Marcelo Rebelo de Sousa, presidente de Portugal, que realizó una visita de Estado a España.
A raíz de la sentencia de la Audiencia Nacional que condenó al Partido Popular en el caso Gürtel por corrupción, junto a la dimisión de la presidenta de la Comunidad de Madrid Cristina Cifuentes por el «caso Máster» (25 de abril) y la detección de Eduardo Zaplana —expresidente de la Comunidad Valenciana— por blanqueo de fondos (22 de mayo), el líder del PSOE, Pedro Sánchez, impulsó una moción de censura contra Rajoy que se votó el viernes 1 de junio. Finalmente 180 diputados la apoyaron frente a 169 y una abstención. Ese mismo día Felipe VI firmó el Real Decreto del nombramiento de Pedro Sánchez como presidente del Gobierno, prometiendo su cargo en el Palacio de la Zarzuela al día siguiente.
Del 14 al 19 de junio de 2018, los reyes realizaron una visita a los Estados Unidos visitando las ciudades de Nueva Orleans y San Antonio (Texas) con motivo del tercer centenario de la fundación de ambas poblaciones, que estuvieron ligadas con la Corona española. El día 18 se trasladaron a Washington D. C., donde Felipe VI realizó una visita al Banco Mundial y la pareja real fue recibida en la Casa Blanca por el presidente Donald Trump y su esposa Melania.
Los días 8 y 9 de septiembre la princesa de Asturias realizó junto sus padres y hermana su primer viaje oficial al Principado de Asturias, acto simbólico que da inicio a la agenda oficial del heredero de la Corona, tal y como hizo su padre en 1977. La familia real acudió a Covadonga, escuchando una misa solemne en la basílica y realizando una visita a la Virgen en la Santa Cueva.
El 17 de octubre, Felipe VI acudió a la celebración del centenario del Metro de Madrid, fotografiándose junto al coche histórico, utilizado en la inauguración por su bisabuelo el rey Alfonso XIII.
En el mes de noviembre, el día 11 el rey acudió a la ceremonia conmemorativa del Centenario del Armisticio que puso fin a la Primera Guerra Mundial en el frente occidental, celebrado en París.
Del día 12 al 14, los reyes Felipe y Letizia realizaron una visita de Estado a Perú, invitados por el presidente Martín Vizcarra y la primera dama, Maribel Díaz Cabello, permaneciendo en la ciudad de Lima. En el transcurso de esta visita, el rey recibió la gran cruz de la Orden al Mérito por Servicios Distinguidos, la segunda más importante del país después de la Orden El Sol del Perú, que se concede por cortesía a mandatarios extranjeros y ciudadanos peruanos y de otros países por servicios al Perú. Además de suscribirse varios acuerdos bilaterales, los monarcas fueron recibidos en la Municipalidad Metropolitana de Lima y Felipe VI visitó el Congreso de la República. Los jefes de Estado de ambos países acudieron a un Foro Económico Empresarial. El rey también estuvo en la Oficina Técnica de Cooperación de la Embajada de España y en una refinería de Repsol. Finalizada la visita de Estado, Felipe VI acudió a la ciudad de La Antigua (Guatemala) para participar en la XXVI Cumbre Iberoamericana.
A finales del mismo mes, del 27 al 29, Felipe VI y la reina Letizia recibieron en visita de Estado, al presidente de la República Popular China Xi Jinping y su esposa Peng Liyuan, al celebrarse el XLV aniversario del establecimiento de relaciones diplomáticas entre ambos países. Durante el primer día, los visitantes fueron recibidos en el Palacio Real de Madrid y realizaron una visita al Ayuntamiento, donde el presidente chino recibió las llaves de la Villa. La reina y la primera dama de China realizaron una visita al Teatro Real, terminando la jornada con una cena de gala. Xi Jinping también mantuvo un encuentro con el presidente Pedro Sánchez, aprovechándose la estancia del mandatario chino para reforzar las relaciones entre los dos países a través de proyectos como el de la Ruta de la Seda.
El 1.º de diciembre, Felipe VI estuvo presente en la Ciudad de México en la toma de posesión de Andrés Manuel López Obrador como presidente de México. Tras la ceremonia, el rey y el mandatario se reunieron en privado, siendo el primer líder extranjero que el presidente mexicano recibió.
El 6 de diciembre, Felipe VI y Letizia acompañados de la princesa de Asturias, la infanta Sofía y los reyes eméritos Juan Carlos I y Sofía acudieron al Congreso de los Diputados para presidir el acto solemne con motivo del XL aniversario de la Constitución. A este acto le precedió un concierto en el Auditorio Nacional de Música un día antes, que también fue presidido por los Reyes.
La primera vista oficial de los reyes en 2019 se realizó a Marruecos, con rango de visita de Estado y tuvo lugar los días 13 y 14 de febrero. Se suscribieron once acuerdos bilaterales y el rey mantuvo encuentros con Mohamed VI, el jefe de Gobierno, Saadeddine Othmani, el presidente de la Cámara de Representantes y con el presidente de la Cámara de Consejeros.
Felipe VI y la reina Letizia recibieron al presidente de la República del Perú, Martín Vizcarra y la primera dama, Maribel Díaz Cabello, que realizaron una visita de Estado a España los días 27 y 28 de febrero.

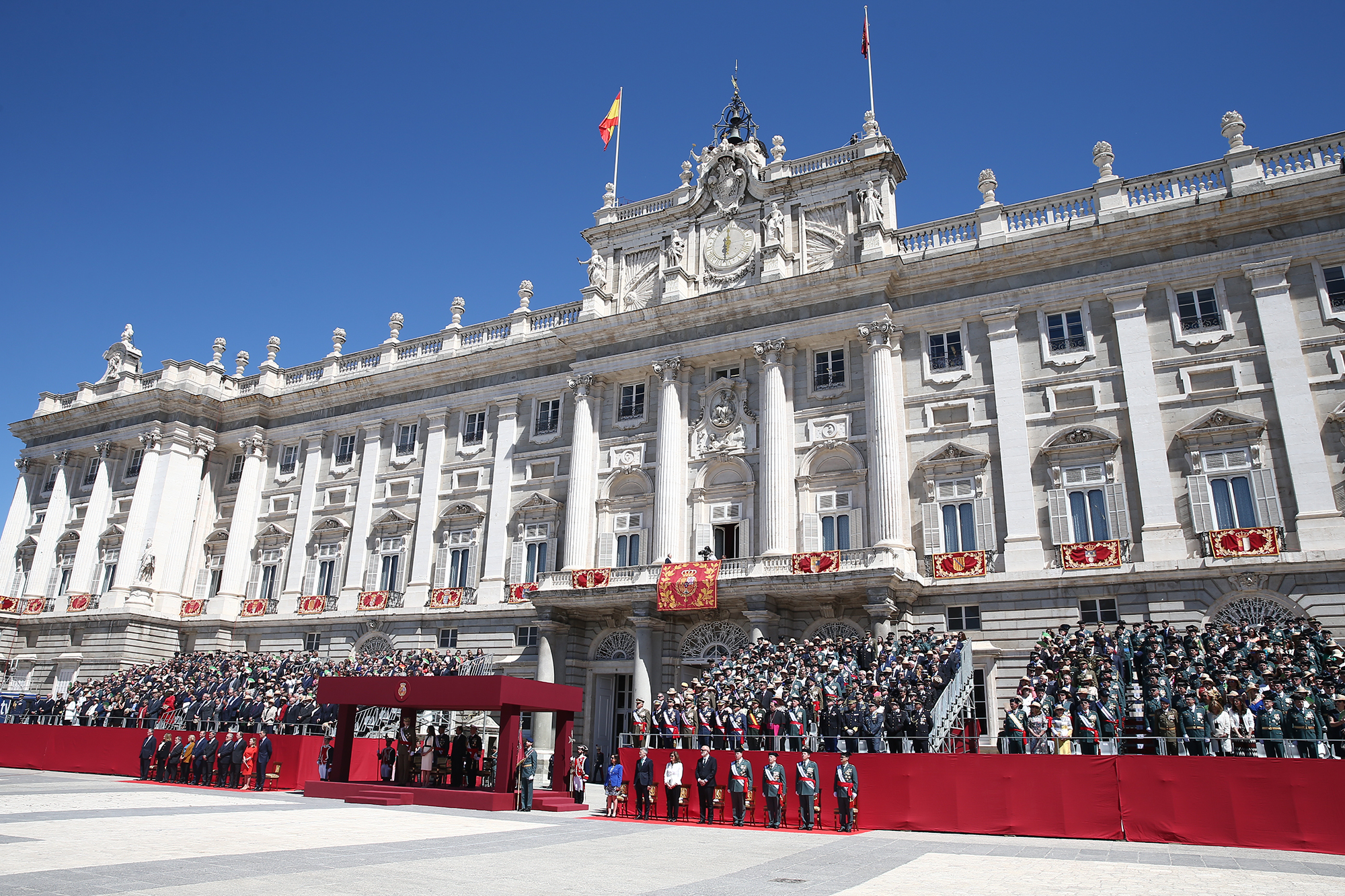
Acto conmemorativo del 175 aniversario de la Guardia Civil.

Entre los días 24 y 26 de marzo los reyes de España realizaron una visita de Estado a Argentina. Durante la llegada el avión del Ejército del Aire que los trasladaba protagonizó una anécdota, al rozar con una de sus alas el parabrisas de uno de los aviones oficiales de la Presidencia Argentina, el conocido como Tango 04. Además los reyes tuvieron que aguardar en el avión casi una hora, al no disponer de una escalera con la altura adecuada. Finalizada la visita, que tuvo lugar en Buenos Aires, se trasladaron a la ciudad argentina de Córdoba, donde acudieron a la inauguración del VIII Congreso Internacional de la Lengua Española (CILE).
El 13 de mayo, Felipe VI y la reina Letizia presidieron en la plaza de la Armería la parada militar y el desfile con motivo del 175 aniversario de la Guardia Civil. Intervinieron más de 900 guardias civiles, además de una sección del escuadrón de caballería, una aeronave de ala fija, cuatro helicópteros y varias motocicletas y vehículos de las distintas especialidades de la Guardia Civil. También participó una Compañía de la Guardia Real, otras del Ejército de Tierra, del Aíre y de la Armada, una Sección de la Gendarmería Nacional Francesa, del Arma de Carabineros, de la Guardia di Finanza, de la Guarda Nacional Republicana de Portugal y de la Gendarmería Real Marroquí.
El 30 del mismo mes Felipe VI decidió no acudir, ni enviar un representante en su nombre, a la ceremonia de renovación de la consagración de España al Sagrado Corazón de Jesús con motivo de su centenario ya que fue realizada por el rey Alfonso XIII. La negativa se produjo a pesar de la existencia de comunicaciones entre la Casa del Rey y la diócesis de Getafe, y de que miles ciudadanos también lo habían solicitado mediante la una carta.
Durante la primera semana de junio, el rey celebró las consultas con los grupos políticos que habían obtenido representación en el Congreso de los Diputados en las elecciones celebradas en abril. Pedro Sánchez, el candidato propuesto por el rey, no logró obtener la confianza de la cámara el 25 julio, lo que obligó a la repetición de los comicios.
El 29 de junio y el 1 de julio, Felipe VI estuvo en Panamá, con motivo del V centenario de la fundación de la Ciudad de Panamá, aprovechando la estancia para acudir a la toma de posesión del presidente Laurentino Cortizo Cohen.
El 31 de agosto, el rey acudió a la confirmación de su ahijada la princesa Ingrid Alexandra de Noruega, que se celebró en la capilla del Palacio Real de Oslo.
El 18 de octubre los reyes Felipe y Letizia, la reina Sofía y la infanta Sofía acompañaron a la Princesa de Asturias, que pronunció su primer discurso en los Premios Princesa de Asturias, en el transcurso de la ceremonia Felipe VI le exhortó a su hija y heredera que se comportara siempre "con coraje y con valentía" y a renovar "permanentemente" su compromiso con los españoles.
Entre el domingo 20 y el martes 22 de octubre, los reyes viajaron a Japón para acudir a la ceremonia de entronización del emperador Naruhito. El lunes 21 el rey mantuvo una entrevista con el primer ministro Shinzo Abe en el Palacio de Akasaka. Durante la ceremonia y cena de gala posterior, que tuvieron lugar el día 22, Felipe VI lució el collar y la placa de la Orden del Crisantemo y la reina Letizia la placa y la banda de la Orden de la Preciosa Corona. Desde Japón, los reyes volaron a Seúl para realizar una visita de Estado a Corea del Sur, que tuvo lugar durante los días 23 y 24.
Del 11 al 14 de noviembre Felipe VI y Letizia realizaron una visita de Estado a Cuba aprovechando las celebraciones del V Centenario de la fundación de la ciudad de La Habana. Durante la visita el rey se entrevistó con el presidente Miguel Díaz-Canel, se firmó un convenio de cooperación hasta el año 2022 y se condecoró al historiador Eusebio Leal con la gran cruz de la Orden de Carlos III. Esta visita fue criticada por los partidos de la oposición en España y por los opositores cubanos al no haberse pronunciado Felipe VI a favor de la democratización de la isla y la liberación de los presos por su oposición al régimen.
El martes 10 y el miércoles 11 de diciembre, el rey celebró las consultas con los grupos políticos que habían obtenido representación en el Congreso de los Diputados en las elecciones generales que se habían repetido el 10 de noviembre.
El 7 de enero de 2020, Felipe VI firmó el Real Decreto del nombramiento de Pedro Sánchez como presidente del Gobierno, prometiendo su cargo en el Palacio de la Zarzuela al día siguiente. El día 13 prometieron sus cargos los ministros del gobierno de coalición PSOE, PSC y Unidas Podemos.
El 10 de enero, los reyes Felipe VI y Letizia, acompañados de Juan Carlos I y la reina Sofía, acudieron al entierro de las cenizas de la infanta Pilar, que manifestó su deseo ser sepultada junto a su marido en el cementerio de San Isidro de Madrid en vez de en el Panteón de Infantes del Monasterio de El Escorial. El 29 de enero se celebró un funeral en la basílica de San Lorenzo de El Escorial presidido por los reyes de España. También acompañaron a los hijos y nietos de la Infanta los reyes Juan Carlos y Sofía, las infantas Elena y Cristina, la vicepresidenta Carmen Calvo y otras autoridades españolas. Entre el resto de los asistentes destacaron Beatriz de los Países Bajos, cuarenta años antes la infanta Pilar había acudido a la ceremonia de su entronización en representación de su hermano; la princesa Astrid de Luxemburgo y su marido Carlos Cristián de Austria; el duque de Braganza; Margarita de Bulgaria; la princesa Irene de Grecia; Ana de Francia, acompañada de los duques de Calabria y Luis Alfonso de Borbón con su esposa Margarita Vargas.
El jueves 16 de enero la ministra y la secretaria de Estado de Igualdad, ambas de Unidas Podemos, rehusaron acompañar a la reina Letizia a unas jornadas sobre violencia de género que se celebraron en sede de la Cruz Roja Española en Madrid, a pesar de tratarse de una materia propia de su departamento. En su lugar acudió el ministro de Sanidad, Salvador Illa, socialista. El primer acto público de los reyes junto a un miembro del gobierno de Unidas Podemos también lo protagonizó la reina, el 28 de febrero, en el Centro Sociocultural Ágora de La Coruña. Actuó como ministro de jornada el vicepresidente Pablo Iglesias y también acudió el presidente de la Junta de Galicia.
Una semana después del acto en la sede de la Cruz Roja, el rey viajó a Jerusalén para asistir al acto conmemorativo del 75 aniversario de la liberación de Auschwitz que se celebró en el Centro Mundial de Conmemoración del Holocausto. Durante su estancia mantuvo un encuentro con el presidente Rivlin y otros mandatarios, en el marco del International Leaders' Forum. Felipe VI, al ostentar el título histórico de rey de Jerusalén (bajo la fórmula non præjudicando), fue el encargado de dirigir un discurso en nombre de las autoridades extranjeras asistentes durante la cena de gala que el presidente de Israel ofreció en su residencia oficial la noche anterior.
Del 28 de febrero al 1 de marzo Felipe VI realizó un viaje oficial a Montevideo representando a España en la toma de posesión del nuevo presidente, Luis Lacalle Pou. Aprovechó para mantener sendos encuentros con los presidentes saliente y electo y recibir a la colectividad española en la residencia del embajador en Uruguay.
El 3 de marzo la pareja real, junto a sus hijas, presidió en el Palacio de las Cortes la apertura solemne de la XIV legislatura.
El 11 de marzo, los reyes acudieron en París a los actos organizados para conmemorar el XVI Día Europeo del Recuerdo para las Víctimas del Terrorismo, I Día Nacional de Homenaje a las Víctimas del Terrorismo en Francia. Durante su estancia, Felipe y Letizia almorzaron en el Palacio del Elíseo con el presidente Emmanuel Macron y su esposa Brigitte.

### Situación excepcional por el coronavirus y críticas al rey Juan Carlos
Debido a la gravedad de la pandemia de la COVID-19, el Gobierno decretó el 14 de marzo de 2020 el estado de alarma para todo el territorio nacional. Los reyes se habían sometido a la prueba de detección dos días antes, ya que la reina había coincidido en un acto público con la ministra de Igualdad, que estaba afectada aunque sin síntomas. La prueba arrojó resultado negativo para ambos. 
La Casa del Rey anunció que se suspendía la agenda pública de los Reyes. El 18 de marzo el rey presidió en el Palacio de la Zarzuela una reunión del Comité Técnico de Gestión del Coronavirus del gobierno español. Ese mismo día, Felipe VI se dirigió al país en un discurso televisado motivado por la extensión de la pandemia. Durante la retransmisión de su discurso tuvo lugar en varias ciudades españolas, con un seguimiento desigual, una cacerolada en los balcones de los domicilios que había sido convocada a través de diversas redes sociales. Unos días antes se había conocido el cobro de 100 millones de euros, supuestamente procedentes de comisiones saudíes, que se habrían depositado en las cuentas de una fundación que tendría como beneficiario al rey Juan Carlos. Los manifestantes demandaron que Felipe VI renunciara a la herencia de su padre y la donación del dinero presuntamente obtenido a la sanidad pública. Tres días antes, la Casa del Rey había informado en un comunicado que Felipe VI renunciaba a la herencia paterna y retiraba a su padre la asignación procedente del presupuesto público. Durante la expansión de la enfermedad, el rey visitó el Hospital de IFEMA, el Mando de Operaciones de las Fuerzas Armadas y el Ministerio del Interior, aprovechando esta última visita para dirigir un mensaje de felicitación y ánimo a las Fuerzas y Cuerpos de seguridad del Estado. Felipe VI recibió en audiencia a varios ministros durante el estado de alarma. También mantuvo videoconferencias y llamadas telefónicas, en alguna ocasión junto a la reina. Entre otros intercambió impresiones con el director general de la Organización Mundial de la Salud; el secretario general de la ONU; varios jefes de Estado extranjeros; autoridades españolas; responsables de hospitales, fundaciones y asociaciones de ayuda o cooperación; representantes patronales; asociaciones de agricultores, ganaderos y comerciantes; algunos líderes de grandes grupos empresariales como Juan Roig y responsables de cofradías de Semana Santa. Los reyes y sus hijas, de luto, guardaron un minuto de silencio el 27 de mayo a las 12 horas en recuerdo de las víctimas de la pandemia. Este acto se realizó frente a la bandera que se encuentra en las proximidades del edificio destinado al personal civil de la Casa del Rey.
El 17 de junio, debido a la probable larga duración de las restricciones sanitarias, por primera vez en la historia se realizó la entrega de las cartas credenciales de los nuevos embajadores de la República Popular China, Etiopía, Italia, Namibia y Vietnam sin carruajes, trajes de etiqueta, uniformes de gala del personal diplomático y militar ni condecoraciones. Sin embargo, sí se mantuvo la tradicional fórmula de presentación pronunciada por el introductor de embajadores. La ceremonia, de traje con corbata para los caballeros o vestido corto para las señoras y mascarillas, tuvo lugar en el habitual salón de audiencias del Palacio de la Zarzuela y el monarca mantuvo las entrevistas de rigor con los nuevos representantes extranjeros en su despacho. Hubo un antecedente similar a comienzos de la década de los noventa del siglo XX, cuando se pensó en realizar esta ceremonia sustituyendo los carruajes por automóviles al encontrarse España afectada por un brote de peste equina. Al final se pospuso a petición de los propios embajadores que iban a ser acreditados y, transcurridos algunos meses, pudieron desplazarse al Palacio Real de Madrid en las berlinas históricas tiradas por seis caballos.
El 23 de junio los reyes iniciaron en Canarias una serie de visitas informales por todas las comunidades autónomas con el objetivo de agradecer y conocer de primera mano el esfuerzo que realizó la sociedad española durante los meses de marzo a junio a causa de la pandemia de enfermedad por coronavirus.
El 6 de julio Felipe VI, la reina Letizia y sus hijas asistieron en la Catedral de la Almudena a la misa funeral por las víctimas de la pandemia, organizado por la Comisión Permanente de la Conferencia Episcopal Española, con presencia de algunos familiares de los fallecidos y concelebrada por el cardenal arzobispo de Madrid Carlos Osoro junto a otros obispos de varias diócesis españolas, destacando el presidente de la Conferencia Episcopal. Dos días después, en un acto sin precedentes, el presidente del gobierno valoró públicamente la aparición en la prensa de la noticia sobre una supuesta evasión fiscal por parte del rey Juan Carlos de fondos depositados a su nombre en Suiza y la presencia de su firma en el acta para la creación de una sociedad opaca.
El 16 de julio los reyes y sus hijas presidieron un acto de homenaje de Estado a las víctimas de la pandemia y sanitarios, organizado por el Gobierno, que se celebró en el Patio de la Armería del Palacio Real de Madrid. Junto al rey pronunció unas palabras una enfermera del Hospital Universitario Valle de Hebrón que recordó a las víctimas así como el sacrificio del personal sanitario y la defensa de un sistema público de salud en España. La ceremonia, esta vez totalmente laica, reunió a las más altas instancias de la Unión Europea, la Organización Mundial de la Salud o de la OTAN, y a representantes de los principales partidos políticos de ámbito nacional, además de todos los presidentes autonómicos, el Gobierno en pleno y el alcalde de Madrid. La crónica del acto publicada por el diario El Mundo terminaba con estas palabras:

Hacía tiempo que en España no se veían imágenes así. Todos unidos sin distinción. Homenaje a las víctimas sin ruido. Y las palabras del Rey sobre el futuro: «La responsabilidad, la fuerza moral, la determinación frente a la adversidad y el espíritu de superación del pueblo español nos muestran el camino a seguir para afrontar y vencer las dificultades. Las superaremos».

Sin embargo, no faltaron voces discordantes. La presidenta de la Comunidad de Madrid, Isabel Díaz Ayuso, lo criticó afirmando que le recordaba a una ceremonia de la ONU celebrada ante un pebetero y lamentó la ausencia de sanitarios madrileños. Los periodistas Ramón Pérez-Maura, columnista de ABC, y Federico Jiménez Losantos; el historiador Alberto Bárcena Pérez y el diputado de Vox Iván Espinosa de los Monteros consideraron que esta ceremonia exhibía una simbología y escenografía propias de logias masónicas. El mismo día 16, la Gran Logia de España se había hecho eco en la red social Twitter de algunas palabras pronunciadas por Felipe VI en este acto.
El 3 de agosto, la Casa del Rey hizo pública la carta que remitida al rey por su padre. En ella le comunicaba su decisión de residir fuera de España para facilitarle el ejercicio de sus funciones y poder cumplir con su "legado, y mi propia dignidad como persona". En el comunicado no se aclaró si el traslado tendría un carácter temporal o permanente. Algunas semanas después varios medios informaron que había establecido su residencia en Abu Dabi.
El 20 de septiembre el rey presidió el acto conmemorativo del centenario de la Legión Española en la base militar «Álvarez de Sotomayor», situada en Viator (Almería). Debido a la situación provocada por la pandemia no se permitió la asistencia de público y se desarrolló con una entrada en formación reducida. Felipe VI estuvo acompañado por la ministra de Defensa y el jefe del Estado Mayor, general Varela Salas. Durante el acto se entonaron los himnos de la unidad y se dio lectura a las máximas de su fundador, Millán-Astray. También se realizó un homenaje a los legionarios fallecidos junto a una réplica del Cristo de la Buena Muerte, protector de la unidad, terminando con un desfile de unidades a pie y motorizadas.

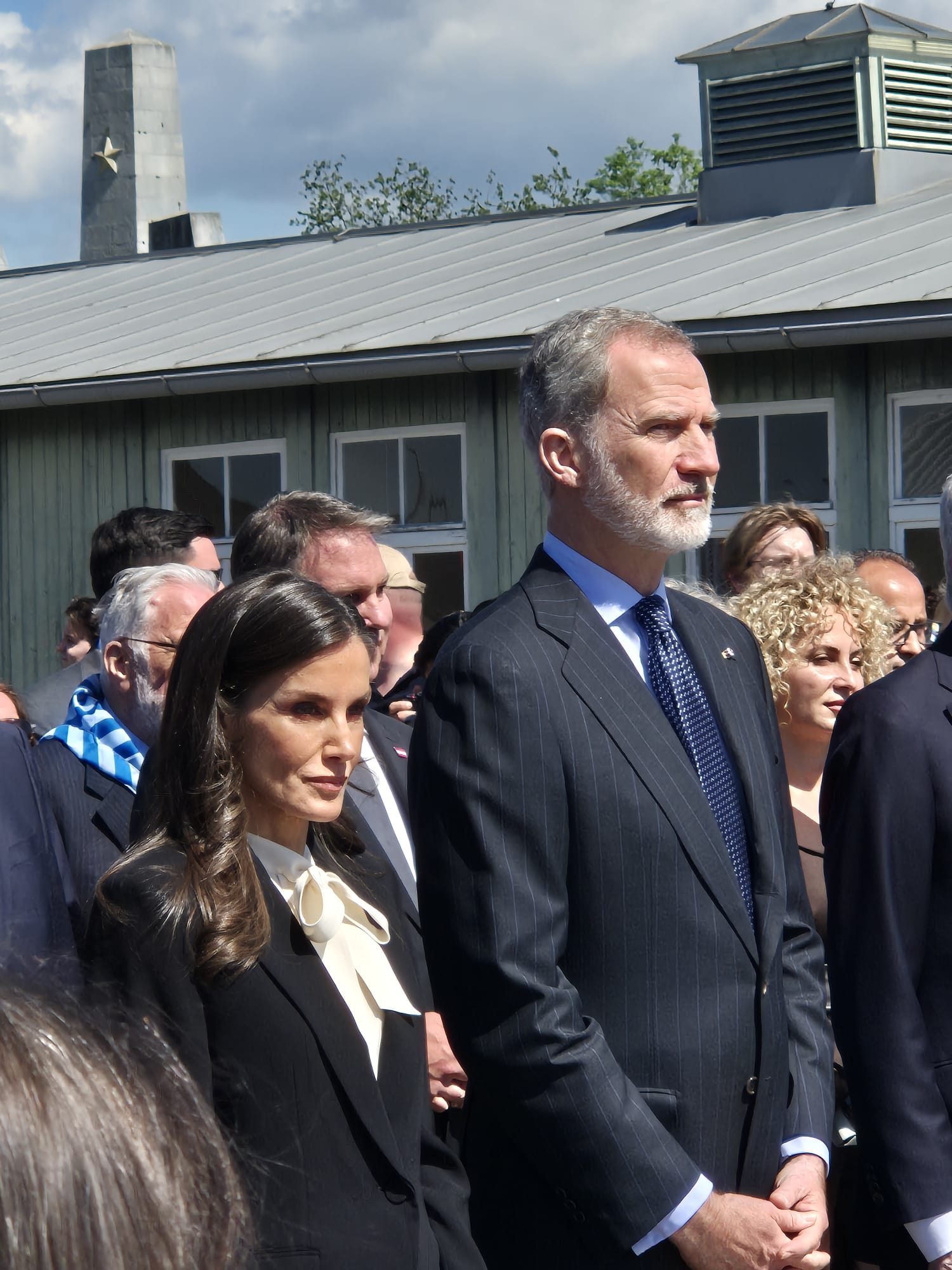
El Rey Felipe y la Reina Letizia el 11 de mayo de 2025, en Mauthausen, durante la celebración del 80 aniversario de la liberación del campo de exterminio.

El 23 de septiembre se hizo público que el rey no estaría presente, por vez primera en veinte años, el acto de entrega de los despachos a los jueces en la Escuela Judicial, en Barcelona, que tendría lugar dos días después. En un primer momento se adujo motivos de seguridad, pero el Gobierno terminó reconociendo que era responsable de la decisión aunque rechazó facilitar explicaciones, llegando a comentar la vicepresidenta Carmen Calvo que había decisiones que estaban muy bien tomadas. El ministro de Justicia, Juan Carlos Campo, indicó que era obligación del Gobierno preservar la Corona como institución ante la polémica generada por esta noticia en los medios, el malestar que causó en el Consejo General del Poder Judicial y las sospechas de presiones ejercidas por los partidos nacionalistas de Cataluña al encontrarse pendiente la aprobación de los Presupuestos del Estado. Finalmente al acto tampoco pudieron acudir los acompañantes de los nuevos jueces, nueve de estos, que se habían excusado antes de anunciarse la ausencia de Felipe VI, y otros cinco que se declararon «desencantados». El magistrado y vocal del Consejo, José Antonio Ballestero Pascual, gritó un 'Viva el Rey' que fue secundado por los asistentes y que llevó al ministro Campo a comentar al presidente del Consejo, Carlos Lesmes, «se han pasado tres montañas». El monarca trasladó telefónicamente a Carlos Lesmes que le hubiera gustado estar presente en el acto, este último había manifestado su pesar por la ausencia del jefe del Estado en la ceremonia de entrega de despachos.

## Casa del Rey

Estandarte de Felipe VI desde su proclamación como rey de España. En color carmesí y con su escudo de armas en el centro.

La Casa de Su Majestad el Rey es la institución que atiende a la organización y el funcionamiento de la residencia de la familia real y a sus actividades institucionales. Los Presupuestos Generales del Estado contemplan una partida específica para hacer frente a los gastos de la Casa del Rey, acorde con el artículo 65.1 de la Constitución. Para el año 2019 se presupuestaron 7,99 millones de euros. Sin embargo, la cuantía y la opacidad de estos gastos han sido cuestionadas por ciertos medios. El rey Juan Carlos nombró en 2007 interventor de la Casa del Rey a Óscar Moreno Gil para supervisar estos emolumentos.
Además, la Casa del Rey solicitó al Gobierno ser incluida en la ley de transparencia que entraría en vigor en enero de 2015 con la mayor apertura posible y sin ninguna restricción; en dicha ley tiene un estatus equivalente al resto de instituciones del Estado, como el Congreso, el Senado, el Consejo de Estado y el Defensor del Pueblo.
En marzo, el rey puso a la Guardia Real al servicio de las actividades del gobierno en la lucha contra la pandemia.

## Títulos, honores y nombramientos

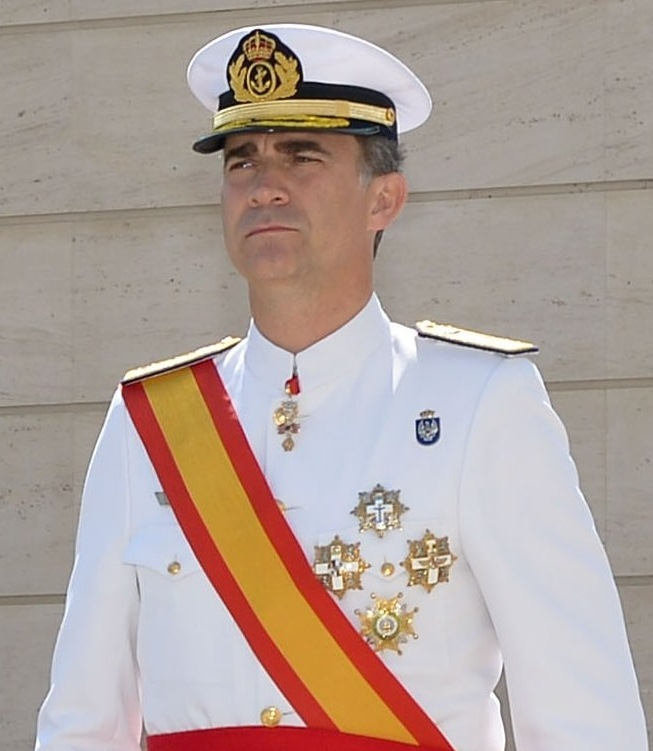
El rey, con uniforme de gala de la Armada, en su función de capitán general.

La Constitución española, en su Título II, artículo 56, párrafo 2, designa que el rey puede usar otros títulos y dignidades, generalmente referidos a entidades históricas y que han estado tradicionalmente asociadas a la Corona española:
- Rey de España.
- Rey de Castilla, de León, de Aragón, de Sicilia, de Nápoles,[nota 4] de Jerusalén, de Navarra, de Granada, de Toledo, de Valencia, de Galicia, de Mallorca, de Sevilla, de Cerdeña, de Córdoba, de Córcega, de Murcia, de Jaén, de los Algarves, de Algeciras, de Gibraltar, de las Islas Canarias, de las Indias Orientales y Occidentales y de las Islas y Tierra Firme del Mar Océano.[nota 5]
- Archiduque de Austria.
- Duque de Borgoña y de Brabante, de Milán, de Atenas y de Neopatria.
- Marqués de Oristán.
- Conde de Habsburgo, de Flandes, del Tirol, de Barcelona, del Rosellón, de la Cerdaña y de Gocéano.
- Señor de Vizcaya y de Molina.
- Etc.[nota 6]

Además, tras la Caída de Constantinopla en 1453 y la muerte del emperador Constantino XI Paleólogo, su sobrino Andrés Paleólogo se proclamó heredero legítimo del Imperio bizantino. Establecido en Roma bajo la protección de los Estados Pontificios, utilizó el título de Imperator Constantinopolitanus (Emperador de Constantinopla). En un intento de mantener la herencia imperial, ofreció los derechos sucesorios a Carlos VIII de Francia, aunque el acuerdo no llegó a concretarse por la muerte del monarca. En 1502, en medio de dificultades económicas, Andrés Paleólogo cedió oficialmente sus derechos al trono bizantino a los Reyes Católicos, Isabel I de Castilla y Fernando II de Aragón.[cita requerida] Algunos defensores[¿quién?] de esta teoría consideran que esta cesión convierte simbólicamente a los monarcas españoles —y por extensión a sus sucesores— en herederos del título de Emperador romano en su vertiente oriental (bizantina). Felipe VI heredó la reclamación histórica de este título, pero sin embargo no forma parte oficial ni simbólica reconocida de los títulos actuales del Rey de España.
También puede utilizar el título de Rey Católico.
Como jefe de Estado, la Constitución española le confiere el mando supremo de las Fuerzas Armadas, ostentando el empleo de capitán general, junto al alto patronazgo de las Reales Academias. El rey es gran maestre de las órdenes militares y de otras órdenes militares menores o condecoraciones de España. Es además presidente honorario de la Organización de Estados Iberoamericanos.

## Otros datos
El Ayuntamiento de Gijón le nombró hijo adoptivo de la ciudad, después de 1975. Asimismo, es presidente de honor del Club Atlético de Madrid desde 2003, reconocimiento otorgado con motivo del centenario del club. 
En octubre de 2010, se estrenó en la cadena española Telecinco una serie de dos capítulos titulada Felipe y Letizia sobre la relación entre Felipe de Borbón y Letizia Ortiz.

### Aficiones
Felipe es, desde niño, aficionado al teatro y al baile, sabiendo en este último caso bailar claqué, pero, sin duda, es más conocido por sus aficiones deportivas. Practica deportes como el squash y el esquí. En lo que respecta al deporte de vela, en 1989 y 1990 su embarcación quedó primera en el campeonato de España en la clase soling y ganó también la Copa España. En 1990 quedó quinto en el campeonato del mundo de vela. Sus clasificaciones en el Campeonato Mundial le permitieron ser seleccionado el 27 de enero de 1992 para participar en los Juegos Olímpicos. El 15 de marzo de 1992, su embarcación logró la victoria en la Copa de España de vela de clases olímpicas, asegurando así su clasificación para las olimpiadas. En los Juegos Olímpicos de Barcelona en 1992 fue el abanderado de la delegación olímpica española y participó en los juegos. Terminó en sexta posición en la clase soling de vela, por lo que recibió un diploma olímpico.

## Antepasados
| \| \| \| \| \| \| \| \| \| \| \| \| \| \| \| \| \| \| \| \| 16. Alfonso XII, rey de España \| \| \| \| \| \| \| \| \| \| \| \| \| \| \| \| \| \| \| \| \| \| \| \| \| \| \| \| \| \| \| \| \| \| \| \| \| \| \| \| \| \| \| \| \| \| \| \| \| \| \| \| \| \| 8. Alfonso XIII, rey de España \| \| \| \| \| \| \| \| \| \| \| \| \| \| \| \| \| \| \| \| \| \| \| \| \| \| \| \| \| \| \| \| \| \| \| \| \| \| \| \| \| \| \| \| \| \| \| \| \| \| \| \| \| \| 17. Archiduquesa María Cristina de Austria-Teschen \| \| \| \| \| \| \| \| \| \| \| \| \| \| \| \| \| \| \| \| \| \| \| \| \| \| \| \| \| \| \| \| \| \| \| \| \| \| \| \| \| \| \| \| \| \| \| \| \| \| \| \| \| \| 4. Juan de Borbón, conde de Barcelona \| \| \| \| \| \| \| \| \| \| \| \| \| \| \| \| \| \| \| \| \| \| \| \| \| \| \| \| \| \| \| \| \| \| \| \| \| \| \| \| \| \| \| \| \| \| \| \| \| \| \| \| \| \| 18. Príncipe Enrique de Battenberg \| \| \| \| \| \| \| \| \| \| \| \| \| \| \| \| \| \| \| \| \| \| \| \| \| \| \| \| \| \| \| \| \| \| \| \| \| \| \| \| \| \| \| \| \| \| \| \| \| \| \| \| \| \| 9. Princesa Victoria Eugenia de Battenberg \| \| \| \| \| \| \| \| \| \| \| \| \| \| \| \| \| \| \| \| \| \| \| \| \| \| \| \| \| \| \| \| \| \| \| \| \| \| \| \| \| \| \| \| \| \| \| \| \| \| \| \| \| \| 19. Princesa Beatriz del Reino Unido \| \| \| \| \| \| \| \| \| \| \| \| \| \| \| \| \| \| \| \| \| \| \| \| \| \| \| \| \| \| \| \| \| \| \| \| \| \| \| \| \| \| \| \| \| \| \| \| \| \| \| \| \| \| 2. Juan Carlos I, rey de España \| \| \| \| \| \| \| \| \| \| \| \| \| \| \| \| \| \| \| \| \| \| \| \| \| \| \| \| \| \| \| \| \| \| \| \| \| \| \| \| \| \| \| \| \| \| \| \| \| \| \| \| \| \| 20. Príncipe Alfonso de las Dos Sicilias, conde de Caserta \| \| \| \| \| \| \| \| \| \| \| \| \| \| \| \| \| \| \| \| \| \| \| \| \| \| \| \| \| \| \| \| \| \| \| \| \| \| \| \| \| \| \| \| \| \| \| \| \| \| \| \| \| \| 10. Infante Carlos Tancredo de España[172] \| \| \| \| \| \| \| \| \| \| \| \| \| \| \| \| \| \| \| \| \| \| \| \| \| \| \| \| \| \| \| \| \| \| \| \| \| \| \| \| \| \| \| \| \| \| \| \| \| \| \| \| \| \| 21. Princesa María Antonieta de Borbón-Dos Sicilias \| \| \| \| \| \| \| \| \| \| \| \| \| \| \| \| \| \| \| \| \| \| \| \| \| \| \| \| \| \| \| \| \| \| \| \| \| \| \| \| \| \| \| \| \| \| \| \| \| \| \| \| \| \| 5. Princesa María de las Mercedes de Borbón[173] \| \| \| \| \| \| \| \| \| \| \| \| \| \| \| \| \| \| \| \| \| \| \| \| \| \| \| \| \| \| \| \| \| \| \| \| \| \| \| \| \| \| \| \| \| \| \| \| \| \| \| \| \| \| 22. Príncipe Felipe, conde de París \| \| \| \| \| \| \| \| \| \| \| \| \| \| \| \| \| \| \| \| \| \| \| \| \| \| \| \| \| \| \| \| \| \| \| \| \| \| \| \| \| \| \| \| \| \| \| \| \| \| \| \| \| \| 11. Princesa Luisa de Francia \| \| \| \| \| \| \| \| \| \| \| \| \| \| \| \| \| \| \| \| \| \| \| \| \| \| \| \| \| \| \| \| \| \| \| \| \| \| \| \| \| \| \| \| \| \| \| \| \| \| \| \| \| \| 23. Princesa María Isabel de Orleans \| \| \| \| \| \| \| \| \| \| \| \| \| \| \| \| \| \| \| \| \| \| \| \| \| \| \| \| \| \| \| \| \| \| \| \| \| \| \| \| \| \| \| \| \| \| \| \| \| \| \| \| \| \| 1. Felipe VI, rey de España \| \| \| \| \| \| \| \| \| \| \| \| \| \| \| \| \| \| \| \| \| \| \| \| \| \| \| \| \| \| \| \| \| \| \| \| \| \| \| \| \| \| \| \| \| \| \| \| \| \| \| \| \| \| 24. Jorge I, rey de los Helenos \| \| \| \| \| \| \| \| \| \| \| \| \| \| \| \| \| \| \| \| \| \| \| \| \| \| \| \| \| \| \| \| \| \| \| \| \| \| \| \| \| \| \| \| \| \| \| \| \| \| \| \| \| \| 12. Constantino I, rey de los Helenos \| \| \| \| \| \| \| \| \| \| \| \| \| \| \| \| \| \| \| \| \| \| \| \| \| \| \| \| \| \| \| \| \| \| \| \| \| \| \| \| \| \| \| \| \| \| \| \| \| \| \| \| \| \| 25. Gran duquesa Olga Constantínovna de Rusia \| \| \| \| \| \| \| \| \| \| \| \| \| \| \| \| \| \| \| \| \| \| \| \| \| \| \| \| \| \| \| \| \| \| \| \| \| \| \| \| \| \| \| \| \| \| \| \| \| \| \| \| \| \| 6. Pablo I, rey de los Helenos \| \| \| \| \| \| \| \| \| \| \| \| \| \| \| \| \| \| \| \| \| \| \| \| \| \| \| \| \| \| \| \| \| \| \| \| \| \| \| \| \| \| \| \| \| \| \| \| \| \| \| \| \| \| 26. Federico III, emperador de Alemania \| \| \| \| \| \| \| \| \| \| \| \| \| \| \| \| \| \| \| \| \| \| \| \| \| \| \| \| \| \| \| \| \| \| \| \| \| \| \| \| \| \| \| \| \| \| \| \| \| \| \| \| \| \| 13. Princesa Sofía de Prusia \| \| \| \| \| \| \| \| \| \| \| \| \| \| \| \| \| \| \| \| \| \| \| \| \| \| \| \| \| \| \| \| \| \| \| \| \| \| \| \| \| \| \| \| \| \| \| \| \| \| \| \| \| \| 27. Victoria, princesa real \| \| \| \| \| \| \| \| \| \| \| \| \| \| \| \| \| \| \| \| \| \| \| \| \| \| \| \| \| \| \| \| \| \| \| \| \| \| \| \| \| \| \| \| \| \| \| \| \| \| \| \| \| \| 3. Princesa Sofía de Grecia y Dinamarca \| \| \| \| \| \| \| \| \| \| \| \| \| \| \| \| \| \| \| \| \| \| \| \| \| \| \| \| \| \| \| \| \| \| \| \| \| \| \| \| \| \| \| \| \| \| \| \| \| \| \| \| \| \| 28. Ernesto Augusto, príncipe heredero de Hannover \| \| \| \| \| \| \| \| \| \| \| \| \| \| \| \| \| \| \| \| \| \| \| \| \| \| \| \| \| \| \| \| \| \| \| \| \| \| \| \| \| \| \| \| \| \| \| \| \| \| \| \| \| \| 14. Ernesto Augusto, duque de Brunswick \| \| \| \| \| \| \| \| \| \| \| \| \| \| \| \| \| \| \| \| \| \| \| \| \| \| \| \| \| \| \| \| \| \| \| \| \| \| \| \| \| \| \| \| \| \| \| \| \| \| \| \| \| \| 29. Princesa Thyra de Dinamarca \| \| \| \| \| \| \| \| \| \| \| \| \| \| \| \| \| \| \| \| \| \| \| \| \| \| \| \| \| \| \| \| \| \| \| \| \| \| \| \| \| \| \| \| \| \| \| \| \| \| \| \| \| \| 7. Princesa Federica de Hannover \| \| \| \| \| \| \| \| \| \| \| \| \| \| \| \| \| \| \| \| \| \| \| \| \| \| \| \| \| \| \| \| \| \| \| \| \| \| \| \| \| \| \| \| \| \| \| \| \| \| \| \| \| \| 30. Guillermo II, emperador de Alemania \| \| \| \| \| \| \| \| \| \| \| \| \| \| \| \| \| \| \| \| \| \| \| \| \| \| \| \| \| \| \| \| \| \| \| \| \| \| \| \| \| \| \| \| \| \| \| \| \| \| \| \| \| \| 15. Princesa Victoria Luisa de Prusia \| \| \| \| \| \| \| \| \| \| \| \| \| \| \| \| \| \| \| \| \| \| \| \| \| \| \| \| \| \| \| \| \| \| \| \| \| \| \| \| \| \| \| \| \| \| \| \| \| \| \| \| \| \| 31. Princesa Augusta Victoria de Schleswig-Holstein \| \| \| \| \| \| \| \| \| \| \| \| \| \| \| \| \| \| \| \| \| \| \| \| \| \| \| \| \| \| \| \| \| \| \| \| \| \| \| \| \| \| \| \| \| \| \| \| \| \| \| \| |                                                            |  |  |  |  |  |  |  |  |  |  |  |  |  |  |  |
| |                                                            |  |  |  |  |  |  |  |  |  |  |  |  |  |  |  |
| | 16. Alfonso XII, rey de España                             |  |  |  |  |  |  |  |  |  |  |  |  |  |  |  |
| |                                                            |  |  |  |  |  |  |  |  |  |  |  |  |  |  |  |
| |                                                            |  |  |  |  |  |  |  |  |  |  |  |  |  |  |  |
| | 8. Alfonso XIII, rey de España                             |  |  |  |  |  |  |  |  |  |  |  |  |  |  |  |
| |                                                            |  |  |  |  |  |  |  |  |  |  |  |  |  |  |  |
| |                                                            |  |  |  |  |  |  |  |  |  |  |  |  |  |  |  |
| | 17. Archiduquesa María Cristina de Austria-Teschen         |  |  |  |  |  |  |  |  |  |  |  |  |  |  |  |
| |                                                            |  |  |  |  |  |  |  |  |  |  |  |  |  |  |  |
| |                                                            |  |  |  |  |  |  |  |  |  |  |  |  |  |  |  |
| | 4. Juan de Borbón, conde de Barcelona                      |  |  |  |  |  |  |  |  |  |  |  |  |  |  |  |
| |                                                            |  |  |  |  |  |  |  |  |  |  |  |  |  |  |  |
| |                                                            |  |  |  |  |  |  |  |  |  |  |  |  |  |  |  |
| | 18. Príncipe Enrique de Battenberg                         |  |  |  |  |  |  |  |  |  |  |  |  |  |  |  |
| |                                                            |  |  |  |  |  |  |  |  |  |  |  |  |  |  |  |
| |                                                            |  |  |  |  |  |  |  |  |  |  |  |  |  |  |  |
| | 9. Princesa Victoria Eugenia de Battenberg                 |  |  |  |  |  |  |  |  |  |  |  |  |  |  |  |
| |                                                            |  |  |  |  |  |  |  |  |  |  |  |  |  |  |  |
| |                                                            |  |  |  |  |  |  |  |  |  |  |  |  |  |  |  |
| | 19. Princesa Beatriz del Reino Unido                       |  |  |  |  |  |  |  |  |  |  |  |  |  |  |  |
| |                                                            |  |  |  |  |  |  |  |  |  |  |  |  |  |  |  |
| |                                                            |  |  |  |  |  |  |  |  |  |  |  |  |  |  |  |
| | 2. Juan Carlos I, rey de España                            |  |  |  |  |  |  |  |  |  |  |  |  |  |  |  |
| |                                                            |  |  |  |  |  |  |  |  |  |  |  |  |  |  |  |
| |                                                            |  |  |  |  |  |  |  |  |  |  |  |  |  |  |  |
| | 20. Príncipe Alfonso de las Dos Sicilias, conde de Caserta |  |  |  |  |  |  |  |  |  |  |  |  |  |  |  |
| |                                                            |  |  |  |  |  |  |  |  |  |  |  |  |  |  |  |
| |                                                            |  |  |  |  |  |  |  |  |  |  |  |  |  |  |  |
| | 10. Infante Carlos Tancredo de España                      |  |  |  |  |  |  |  |  |  |  |  |  |  |  |  |
| |                                                            |  |  |  |  |  |  |  |  |  |  |  |  |  |  |  |
| |                                                            |  |  |  |  |  |  |  |  |  |  |  |  |  |  |  |
| | 21. Princesa María Antonieta de Borbón-Dos Sicilias        |  |  |  |  |  |  |  |  |  |  |  |  |  |  |  |
| |                                                            |  |  |  |  |  |  |  |  |  |  |  |  |  |  |  |
| |                                                            |  |  |  |  |  |  |  |  |  |  |  |  |  |  |  |
| | 5. Princesa María de las Mercedes de Borbón                |  |  |  |  |  |  |  |  |  |  |  |  |  |  |  |
| |                                                            |  |  |  |  |  |  |  |  |  |  |  |  |  |  |  |
| |                                                            |  |  |  |  |  |  |  |  |  |  |  |  |  |  |  |
| | 22. Príncipe Felipe, conde de París                        |  |  |  |  |  |  |  |  |  |  |  |  |  |  |  |
| |                                                            |  |  |  |  |  |  |  |  |  |  |  |  |  |  |  |
| |                                                            |  |  |  |  |  |  |  |  |  |  |  |  |  |  |  |
| | 11. Princesa Luisa de Francia                              |  |  |  |  |  |  |  |  |  |  |  |  |  |  |  |
| |                                                            |  |  |  |  |  |  |  |  |  |  |  |  |  |  |  |
| |                                                            |  |  |  |  |  |  |  |  |  |  |  |  |  |  |  |
| | 23. Princesa María Isabel de Orleans                       |  |  |  |  |  |  |  |  |  |  |  |  |  |  |  |
| |                                                            |  |  |  |  |  |  |  |  |  |  |  |  |  |  |  |
| |                                                            |  |  |  |  |  |  |  |  |  |  |  |  |  |  |  |
| | 1. Felipe VI, rey de España                                |  |  |  |  |  |  |  |  |  |  |  |  |  |  |  |
| |                                                            |  |  |  |  |  |  |  |  |  |  |  |  |  |  |  |
| |                                                            |  |  |  |  |  |  |  |  |  |  |  |  |  |  |  |
| | 24. Jorge I, rey de los Helenos                            |  |  |  |  |  |  |  |  |  |  |  |  |  |  |  |
| |                                                            |  |  |  |  |  |  |  |  |  |  |  |  |  |  |  |
| |                                                            |  |  |  |  |  |  |  |  |  |  |  |  |  |  |  |
| | 12. Constantino I, rey de los Helenos                      |  |  |  |  |  |  |  |  |  |  |  |  |  |  |  |
| |                                                            |  |  |  |  |  |  |  |  |  |  |  |  |  |  |  |
| |                                                            |  |  |  |  |  |  |  |  |  |  |  |  |  |  |  |
| | 25. Gran duquesa Olga Constantínovna de Rusia              |  |  |  |  |  |  |  |  |  |  |  |  |  |  |  |
| |                                                            |  |  |  |  |  |  |  |  |  |  |  |  |  |  |  |
| |                                                            |  |  |  |  |  |  |  |  |  |  |  |  |  |  |  |
| | 6. Pablo I, rey de los Helenos                             |  |  |  |  |  |  |  |  |  |  |  |  |  |  |  |
| |                                                            |  |  |  |  |  |  |  |  |  |  |  |  |  |  |  |
| |                                                            |  |  |  |  |  |  |  |  |  |  |  |  |  |  |  |
| | 26. Federico III, emperador de Alemania                    |  |  |  |  |  |  |  |  |  |  |  |  |  |  |  |
| |                                                            |  |  |  |  |  |  |  |  |  |  |  |  |  |  |  |
| |                                                            |  |  |  |  |  |  |  |  |  |  |  |  |  |  |  |
| | 13. Princesa Sofía de Prusia                               |  |  |  |  |  |  |  |  |  |  |  |  |  |  |  |
| |                                                            |  |  |  |  |  |  |  |  |  |  |  |  |  |  |  |
| |                                                            |  |  |  |  |  |  |  |  |  |  |  |  |  |  |  |
| | 27. Victoria, princesa real                                |  |  |  |  |  |  |  |  |  |  |  |  |  |  |  |
| |                                                            |  |  |  |  |  |  |  |  |  |  |  |  |  |  |  |
| |                                                            |  |  |  |  |  |  |  |  |  |  |  |  |  |  |  |
| | 3. Princesa Sofía de Grecia y Dinamarca                    |  |  |  |  |  |  |  |  |  |  |  |  |  |  |  |
| |                                                            |  |  |  |  |  |  |  |  |  |  |  |  |  |  |  |
| |                                                            |  |  |  |  |  |  |  |  |  |  |  |  |  |  |  |
| | 28. Ernesto Augusto, príncipe heredero de Hannover         |  |  |  |  |  |  |  |  |  |  |  |  |  |  |  |
| |                                                            |  |  |  |  |  |  |  |  |  |  |  |  |  |  |  |
| |                                                            |  |  |  |  |  |  |  |  |  |  |  |  |  |  |  |
| | 14. Ernesto Augusto, duque de Brunswick                    |  |  |  |  |  |  |  |  |  |  |  |  |  |  |  |
| |                                                            |  |  |  |  |  |  |  |  |  |  |  |  |  |  |  |
| |                                                            |  |  |  |  |  |  |  |  |  |  |  |  |  |  |  |
| | 29. Princesa Thyra de Dinamarca                            |  |  |  |  |  |  |  |  |  |  |  |  |  |  |  |
| |                                                            |  |  |  |  |  |  |  |  |  |  |  |  |  |  |  |
| |                                                            |  |  |  |  |  |  |  |  |  |  |  |  |  |  |  |
| | 7. Princesa Federica de Hannover                           |  |  |  |  |  |  |  |  |  |  |  |  |  |  |  |
| |                                                            |  |  |  |  |  |  |  |  |  |  |  |  |  |  |  |
| |                                                            |  |  |  |  |  |  |  |  |  |  |  |  |  |  |  |
| | 30. Guillermo II, emperador de Alemania                    |  |  |  |  |  |  |  |  |  |  |  |  |  |  |  |
| |                                                            |  |  |  |  |  |  |  |  |  |  |  |  |  |  |  |
| |                                                            |  |  |  |  |  |  |  |  |  |  |  |  |  |  |  |
| | 15. Princesa Victoria Luisa de Prusia                      |  |  |  |  |  |  |  |  |  |  |  |  |  |  |  |
| |                                                            |  |  |  |  |  |  |  |  |  |  |  |  |  |  |  |
| |                                                            |  |  |  |  |  |  |  |  |  |  |  |  |  |  |  |
| | 31. Princesa Augusta Victoria de Schleswig-Holstein        |  |  |  |  |  |  |  |  |  |  |  |  |  |  |  |
| |                                                            |  |  |  |  |  |  |  |  |  |  |  |  |  |  |  |
| |                                                            |  |  |  |  |  |  |  |  |  |  |  |  |  |  |  |

| Ascendencia por línea paterna |
| --- |
| \| La ascendencia por línea paterna del rey se remonta hasta mediados de la Alta Edad Media. Los que fueron reyes aparecen en negrita. 1. Turingberto, conde de Hesbaye (c. 735-770). 2. Roberto II de Hesbaye († 807). 3. Roberto III de Hesbaye († 834). 4. Roberto el Fuerte (c. 820-866). 5. Roberto I de Francia (865-923). 6. Hugo el Grande (898-956). 7. Hugo Capeto (940-996). 8. Roberto II de Francia (972-1031). 9. Enrique I de Francia (1008-1060). 10. Felipe I de Francia (1052-1108). 11. Luis VI de Francia (1081-1137). 12. Luis VII de Francia (1120-1180). 13. Felipe II de Francia (1165-1223). 14. Luis VIII de Francia (1187-1226). 15. Luis IX de Francia (1214-1270). 16. Roberto de Clermont (1256-1317). 17. Luis I de Borbón (1279-1342). 18. Jaime I de La Marche (1319-1362). 19. Juan I de La Marche (1344-1393). 20. Luis I de Vendôme (1376-1446). 21. Juan VIII de Vendôme (1428-1477). 22. Francisco de Vendôme (1470-1495). 23. Carlos IV de Borbón (1489-1537). 24. Antonio de Borbón (1518-1562). 25. Enrique IV de Francia (1553-1610). 26. Luis XIII de Francia (1601-1643). 27. Luis XIV de Francia (1638-1715). 28. Luis de Francia (1661-1711). 29. Felipe V de España (1683-1746). 30. Carlos III de España (1716-1788). 31. Carlos IV de España (1748-1819). 32. Francisco de Paula de Borbón (1794-1865). 33. Francisco de Asís de Borbón (1822-1902). 34. Alfonso XII de España (1857-1885). 35. Alfonso XIII de España (1886-1941). 36. Juan de Borbón, conde de Barcelona (1913-1993). 37. Juan Carlos I de España (1938-). \| |
| La ascendencia por línea paterna del rey se remonta hasta mediados de la Alta Edad Media. Los que fueron reyes aparecen en negrita. 1. Turingberto, conde de Hesbaye (c. 735-770). 2. Roberto II de Hesbaye († 807). 3. Roberto III de Hesbaye († 834). 4. Roberto el Fuerte (c. 820-866). 5. Roberto I de Francia (865-923). 6. Hugo el Grande (898-956). 7. Hugo Capeto (940-996). 8. Roberto II de Francia (972-1031). 9. Enrique I de Francia (1008-1060). 10. Felipe I de Francia (1052-1108). 11. Luis VI de Francia (1081-1137). 12. Luis VII de Francia (1120-1180). 13. Felipe II de Francia (1165-1223). 14. Luis VIII de Francia (1187-1226). 15. Luis IX de Francia (1214-1270). 16. Roberto de Clermont (1256-1317). 17. Luis I de Borbón (1279-1342). 18. Jaime I de La Marche (1319-1362). 19. Juan I de La Marche (1344-1393). 20. Luis I de Vendôme (1376-1446). 21. Juan VIII de Vendôme (1428-1477). 22. Francisco de Vendôme (1470-1495). 23. Carlos IV de Borbón (1489-1537). 24. Antonio de Borbón (1518-1562). 25. Enrique IV de Francia (1553-1610). 26. Luis XIII de Francia (1601-1643). 27. Luis XIV de Francia (1638-1715). 28. Luis de Francia (1661-1711). 29. Felipe V de España (1683-1746). 30. Carlos III de España (1716-1788). 31. Carlos IV de España (1748-1819). 32. Francisco de Paula de Borbón (1794-1865). 33. Francisco de Asís de Borbón (1822-1902). 34. Alfonso XII de España (1857-1885). 35. Alfonso XIII de España (1886-1941). 36. Juan de Borbón, conde de Barcelona (1913-1993). 37. Juan Carlos I de España (1938-).       |

| Ascendencia por línea materna |
| --- |
| \| La ascendencia por línea materna del rey se remonta hasta mediados de la Baja Edad Media. Los que fueron reyes aparecen en negrita. 1. Egilmar I de Oldemburgo († 1108). 2. Egilmar II de Oldemburgo († 1143). 3. Cristián I de Oldemburgo († 1167). 4. Mauricio de Oldemburgo (c. 1145-c. 1211). 5. Cristián II de Oldemburgo († 1233). 6. Juan I de Oldemburgo (c. 1204-c. 1270). 7. Cristián III de Oldemburgo († 1285). 8. Juan II de Oldemburgo († c. 1314 o 1316). 9. Conrado I de Oldemburgo († 1367). 10. Cristián V de Oldemburgo (1342-1399). 11. Teodorico de Oldemburgo (1398-1440). 12. Cristián I de Dinamarca (1426-1481). 13. Federico I de Dinamarca (1471-1533). 14. Cristián III de Dinamarca (1503-1559). 15. Juan de Schleswig-Holstein-Sonderburg (1545-1622). 16. Alejandro de Schleswig-Holstein-Sonderburg (1573-1627). 17. Augusto Felipe de Schleswig-Holstein-Sonderburg-Beck (1612-1675). 18. Federico Luis de Schleswig-Holstein-Sonderburg-Beck (1653-1728). 19. Pedro Augusto de Schleswig-Holstein-Sonderburg-Beck (1697-1775). 20. Carlos Antonio de Schleswig-Holstein-Sonderburg-Beck (1727-1759). 21. Federico Carlos de Schleswig-Holstein-Sonderburg-Beck (1757-1816). 22. Federico Guillermo de Schleswig-Holstein-Sonderburg-Glücksburg (1785-1831). 23. Cristián IX de Dinamarca (1818-1906). 24. Jorge I de Grecia (1845-1913). 25. Constantino I de Grecia (1868-1923). 26. Pablo I de Grecia (1901-1964). 27. Sofía de Grecia (1938-). \| |
| La ascendencia por línea materna del rey se remonta hasta mediados de la Baja Edad Media. Los que fueron reyes aparecen en negrita. 1. Egilmar I de Oldemburgo († 1108). 2. Egilmar II de Oldemburgo († 1143). 3. Cristián I de Oldemburgo († 1167). 4. Mauricio de Oldemburgo (c. 1145-c. 1211). 5. Cristián II de Oldemburgo († 1233). 6. Juan I de Oldemburgo (c. 1204-c. 1270). 7. Cristián III de Oldemburgo († 1285). 8. Juan II de Oldemburgo († c. 1314 o 1316). 9. Conrado I de Oldemburgo († 1367). 10. Cristián V de Oldemburgo (1342-1399). 11. Teodorico de Oldemburgo (1398-1440). 12. Cristián I de Dinamarca (1426-1481). 13. Federico I de Dinamarca (1471-1533). 14. Cristián III de Dinamarca (1503-1559). 15. Juan de Schleswig-Holstein-Sonderburg (1545-1622). 16. Alejandro de Schleswig-Holstein-Sonderburg (1573-1627). 17. Augusto Felipe de Schleswig-Holstein-Sonderburg-Beck (1612-1675). 18. Federico Luis de Schleswig-Holstein-Sonderburg-Beck (1653-1728). 19. Pedro Augusto de Schleswig-Holstein-Sonderburg-Beck (1697-1775). 20. Carlos Antonio de Schleswig-Holstein-Sonderburg-Beck (1727-1759). 21. Federico Carlos de Schleswig-Holstein-Sonderburg-Beck (1757-1816). 22. Federico Guillermo de Schleswig-Holstein-Sonderburg-Glücksburg (1785-1831). 23. Cristián IX de Dinamarca (1818-1906). 24. Jorge I de Grecia (1845-1913). 25. Constantino I de Grecia (1868-1923). 26. Pablo I de Grecia (1901-1964). 27. Sofía de Grecia (1938-).       |

| Predecesor: Juan Carlos de Borbón Príncipe titular de Asturias Príncipe de España | Príncipe de Asturias 1977-2014                              | Sucesor: Leonor de Borbón  |
| Predecesor: Cristina de Borbón 1988                                               | Abanderado de España en los Juegos Olímpicos de Verano 1992 | Sucesor: Luis Doreste 1996 |
| Predecesor: Juan Carlos I                                                         | Rey de España Desde el 19 de junio de 2014                  | Sucesor: —                 |